# クリスマスの約束
『クリスマスの約束』（クリスマスのやくそく）は、2001年より2024年まで毎年12月25日（クリスマス）前後にTBS系列で放映されていた音楽番組。略称はクリ約。

## 解説
2001年発売のセルフカバー・アルバム『LOOKING BACK 2』のヒットを受けてTBSスタッフは小田和正に『うたばん』への出演オファーを出した。小田はそれを辞退したが、小田がメインの番組を作りたいとするスタッフの諦め切れぬ思いから「全く新しい形の音楽番組を作りたい」とTBSが小田に持ちかけ、小田をメインアーティストに「アーティストがお互い認め合えるような番組」を目指し阿部龍二郎チーフプロデューサー（現:TBSホールディングス代表取締役社長）をはじめとする『うたばん』と同じスタッフで企画・制作された。
小田がTBS系列のテレビ番組に出演するのは1997年8月17日放送の「1×1」（毎日放送制作）以来、4年4ヶ月ぶりである。
番組制作に当たり有名アーティスト7組に出演依頼するも、そのすべてから出演を辞退され、納得できないスタッフを小田が説き伏せる形で単独ライブ形式の公開収録を行った。その後リクエストに応じ再放送されて以後、毎年制作・放送されている。
番組のコンセプトである「アーティスト同士がお互いを認め、愛し、尊敬すること」は、オフコース活動休止中の1982年に小田が考えた『日本グラミー賞構想』が基になっている。それについてはエッセイ『TIME CAN'T WAIT』（朝日新聞社）での"僕の挫折"という章で触れている。
2011年から放送当日の読売新聞朝刊に番組告知の一面広告が掲載されることがある。番組開始の2001年から2004年までと、2006年から2008年まで小田はニット帽を被り出演していたが、小田の所属事務所のスタッフによると「冬のイメージを出すため」だという。2005年と2009年以降はニット帽を被らず出演している。
番組開始の2001年から2008年までは主に小田自身がメインで歌うことが多かったが、2009年以降はゲストがメインで歌うことが多くなり逆に小田がメインで歌うことが少なくなる。これについて水野良樹（いきものがかり）は2011年放送終了後に更新したブログで、小田は「小田和正の」クリスマスの約束を「みんなの」クリスマスの約束にしたい思いを持っており「もうクリスマスの約束では、俺が前に出るのはいいんだ」と語っているという。
番組の題字は小田の直筆によるもの（「約束」の部分はクリスマスカラーの赤と緑で表示される）、その下に放送の日付が小さく記されている。
放送形態については、番組開始の2001年から2010年までは基本的にローカルセールス扱いであるため、放送局によってはTBSとの同時ネットとせず、後日時差放送を実施したり、未放送になるケースがあった。
2011年の放送からはTBS系列28局ネットで放送されている。
2018年、TBSは小田と打ち合わせを重ねた結果、「今年度は番組収録と放送を延期し（クリスマスの約束に）替わるものを出来るだけ早くより良いものをお届けしたい」として、当該番組の放送を延期した上で小田をホストとした別番組を制作・放送する意向であることを同年11月20日に番組公式サイトにて発表。TBSの編成局長・合田隆信は同年11月28日に行われた定例会見で番組の延期に触れ、「夏からスタッフと小田さんがやり取りしていた中で、時期的に延期して良いものを作るということ」とした上で、番組名に掛けて「約束は果たすつもりだ」と述べた。その後、2019年春に代替番組を放送する予定であることを同年12月24日に番組公式サイト内で発表。『クリスマスの約束』の制作チームが手がける特別番組として、2019年3月29日深夜に「小田和正音楽特番『風のようにうたが流れていた』」が放送された。
2019年に放送が再開されることが同年11月13日に番組公式サイトで発表され、放送された。
しかし2020年は新型コロナウイルス感染拡大の影響を鑑み、収録および放送は行わないことを同年12月1日、番組公式サイトで発表した。この年は総集編や代替番組も編成されなかった。
2021年に放送が2年ぶりに再開されることが同年11月13日、TBSの公式ホームページ内で発表。今回は観覧募集が官製ハガキに加えてWEBでの応募が可能になった。
しかし、2022年は番組スタッフが小田とミーティングを重ねた結果、放送を行わないことになり（放送中止は2018年、2020年に次いで3度目）、同年11月25日、TBSの公式ホームページ内で発表した。2020年同様総集編や代替番組は編成されなかった。
2023年も同様に放送されないことが、同年11月24日、TBSの公式ホームページにて発表された。放送中止は前年に続いて通算4度目だが、2年連続での放送中止は番組開始以降では初となる。

### 番組の終了、24年の歴史に幕
2024年11月11日、公式ホームページにおいて2021年以来3年ぶりに放送が再開されることを発表した。前回と違い、観覧募集が官製ハガキのみの対応となった。しかし、2024年12月3日に行われた『クリスマスの約束2024』の収録で小田から番組の終了を発表。2001年の番組開始から24年、通算20回の放送もって幕を閉じた。
番組の終了に至った理由としてプロデューサーの服部英司はYahoo! Japanのインタビューで2024年の番組制作は同年4月頃からミーティングを開始したが、コロナ禍になる前から終了の話は出ていたとした上で、2020年はコロナの影響で中止、2021年は放送したが、この番組のひとつの形でもあるステージ上に観客を迎えての収録ができず、客席もマスク姿で、これで終わるわけにはいかないと思ったという。2022年は小田の全国ツアーのスケジュールの関係で調整がつかず、2023年で終了することを意識していたが、小田のスケジュールの都合上などの様々な理由が重なり、その年の放送が白紙となった。直接的な理由として、小田自身の体力的な問題や、曲を覚えるのに時間がかかったり、このまま続けていてもこれまで築き上げてきた『クリスマスの約束』というものを越えられないのでは、という思いもあったという。放送する楽曲のアレンジやリハーサルを含め、小田や出演するアーティストにかかる負荷は非常に大きく、そういう意味でも小田自身の体力や気力の部分、アーティストのスケジュール等を含めて、目指す番組のクオリティを実現し続けることができるのかと自らに問いかけ、出した答えだと思うと述べている。
2023年の放送がキャンセルになった際、「『（番組の）最終回をやらなければいけないと思う。それはテレビでこれだけ長く放送していると、毎年『今年の「クリ約」はいつやるんですか？やらないんですか？』という問い合わせが局にたくさん来る。TBSだけではなく広告主、ファン、視聴者も楽しみにしているからきちんと最終回をやらなければいけないと思う』と伝えた」とし、これに対して小田は「『わかった。もう一度自分を鍛え直す』と言い、前年にできなかったので、自分も含めて長年一緒にやってきているスタッフも、何とか最終回にたどり着かなければという気持ちが強かった。事務所の方ともこれまで以上にコミュニケーションを取りながら進めていき、紆余曲折あったが、最終回の収録を迎えることができた」と述べている。

## 放送一覧
| #      | タイトル | 放送日 | 時間 | 収録会場 | 観客 | 備考 |
| ------ | --- | --- | --- | --- | --- | --- |
| 2001年 | クリスマスの約束…きっと君は来ない | 12月25日 | 23:45 - 翌1:45 | 東京ベイNKホール | - 招待客 - ハガキ応募当選者 | 2002年2月16日に『クリスマスの約束…きっと君は来ない 完全版』として再放送                                                                             |
| 2002年 | クリスマスの約束 | 12月25日 | 23:30 - 翌1:40 | 東京ベイNKホール | - 招待客 - ハガキ応募当選者 | |
| 2003年 | クリスマスの約束 | 12月25日 | 23:35 - 翌1:50 | 東京ベイNKホール | - 招待客 - ハガキ応募当選者 | |
| 2004年 | クリスマスの約束〜風のようにうたが流れていた〜                                                                                          | 12月25日 | 23:45 - 翌1:45 | - TBS放送センター - 天王洲ほか都内スタジオ                                                                                              | - 招待客 - ミュージシャンほか | |
| 2005年 | クリスマスの約束〜大好きな君に〜 | 12月22日 | 23:55 - 翌1:55 | さいたまスーパーアリーナ | - 招待客 - 当該公演チケット購入者 | |
| 2006年 | クリスマスの約束2006〜message〜 | 12月28日 | 23:30 - 翌1:24 | 有明コロシアム | - 招待客 - ハガキ応募当選者 | |
| 2007年 | クリスマスの約束2007〜そして 今 思うこと〜                                                                                              | 12月25日 | 23:35 - 翌1:29 | TBS放送センター | - 招待客 - ハガキ応募当選者 | |
| 2007年 | クリスマスの約束2007〜そして 今 思うこと〜                                                                                              | 12月25日 | 23:35 - 翌1:29 | 幕張メッセ・イベントホール | - 招待客 - ハガキ応募当選者 | |
| 2008年 | クリスマスの約束2008 | 12月25日 | 23:30 - 翌1:24 | JCBホール | - 招待客 - ハガキ応募当選者 | |
| 2009年 | クリスマスの約束2009 | 12月25日 | 23:59 - 翌1:54 | 幕張メッセ・イベントホール | - 招待客 - ハガキ応募当選者 | 一部地域を除き2010年4月1日23:59 - 翌1:29に『クリスマスの約束2009・特別編』として再放送。また、2016年12月24日15:00 - 16:54にBS-TBSで遅れネットした。 |
| 2010年 | クリスマスの約束2010 | 12月24日 | 23:55 - 翌1:55 | 横浜赤レンガ倉庫1号館内ホール | - 招待客 - ハガキ応募当選者 | |
| 2011年 | クリスマスの約束2011 | 12月25日 | 23:30 - 翌1:00 | 幕張メッセ・イベントホール | - 招待客 - ハガキ応募当選者 | |
| 2012年 | クリスマスの約束2012 | 12月25日 | 23:50 - 翌1:50 | 舞浜アンフィシアター | - 招待客 - ハガキ応募当選者 | |
| 2013年 | クリスマスの約束2013 | 12月25日 | 23:19 - 翌1:19 | 舞浜アンフィシアター | - 招待客 - ハガキ応募当選者 | |
| 2014年 | クリスマスの約束2014 | 12月25日 | 23:45 - 翌1:45 | TBS放送センター | 観覧募集なし、無観客で開催 | |
| 2015年 | クリスマスの約束2015 | 12月24日 | 23:53 - 翌1:53 | 横浜赤レンガ倉庫1号館内ホール | - 招待客 - ハガキ応募当選者 | |
| 2016年 | クリスマスの約束2016 | 12月24日 | 0:35 - 2:35 （12月23日24:35 - 26:35）                                                                                                   | 赤坂BLITZ | - 招待客 - ハガキ応募当選者 | 2018年12月2日に4K版をBS-TBS 4Kで放送。 |
| 2017年 | クリスマスの約束2017 | 12月25日 | 23:40 - 翌1:25 | 千葉ポートアリーナ | - 招待客 - ハガキ応募当選者 | - 2018年12月1日に4K版をBS-TBS 4Kで放送。 - 同年12月15日にBS-TBS・BS-TBS 4Kで同時放送。                                                              |
| 2018年 | （小田のスケジュールが合わず放送を休止、代替として『風のようにうたが流れていた』を放送）                                                | （小田のスケジュールが合わず放送を休止、代替として『風のようにうたが流れていた』を放送）                                                | （小田のスケジュールが合わず放送を休止、代替として『風のようにうたが流れていた』を放送）                                                | （小田のスケジュールが合わず放送を休止、代替として『風のようにうたが流れていた』を放送）                                                | （小田のスケジュールが合わず放送を休止、代替として『風のようにうたが流れていた』を放送）                                                | （小田のスケジュールが合わず放送を休止、代替として『風のようにうたが流れていた』を放送）                                                            |
| 2019年 | クリスマスの約束2019 | 12月26日 | 0:10 - 1:40（12月25日24:10 - 25:40） | よこすか芸術劇場 | - 招待客 - ハガキ応募当選者 | 2021年12月19日にBS-TBSとBS-TBS 4Kで同時放送。 |
| 2020年 | （新型コロナウィルス感染症拡大防止の観点から収録・放送を中止。総集編及び代替放送は編成されず）                                          | （新型コロナウィルス感染症拡大防止の観点から収録・放送を中止。総集編及び代替放送は編成されず）                                          | （新型コロナウィルス感染症拡大防止の観点から収録・放送を中止。総集編及び代替放送は編成されず）                                          | （新型コロナウィルス感染症拡大防止の観点から収録・放送を中止。総集編及び代替放送は編成されず）                                          | （新型コロナウィルス感染症拡大防止の観点から収録・放送を中止。総集編及び代替放送は編成されず）                                          | （新型コロナウィルス感染症拡大防止の観点から収録・放送を中止。総集編及び代替放送は編成されず）                                                      |
| 2021年 | クリスマスの約束2021 | 12月25日 | 0:20 - 2:00（12月24日24:20 - 26:00 ）                                                                                                   | 舞浜アンフィシアター | - 招待客 - ハガキ及びWEBサイト応募当選者                                                                                                | 2024年12月10日から12月24日までTVer及びTBS FREEにて期間限定配信。                                                                                    |
| 2022年 | （小田のスケジュールが合わず放送を休止。2020年同様総集編及び代替放送は編成されず）                                                      | （小田のスケジュールが合わず放送を休止。2020年同様総集編及び代替放送は編成されず）                                                      | （小田のスケジュールが合わず放送を休止。2020年同様総集編及び代替放送は編成されず）                                                      | （小田のスケジュールが合わず放送を休止。2020年同様総集編及び代替放送は編成されず）                                                      | （小田のスケジュールが合わず放送を休止。2020年同様総集編及び代替放送は編成されず）                                                      | （小田のスケジュールが合わず放送を休止。2020年同様総集編及び代替放送は編成されず）                                                                  |
| 2023年 | （小田のスケジュールが合わず放送を休止。2年連続で放送なしは番組開始以降では初の出来事。2020年・前年同様総集編及び代替放送は編成されず） | （小田のスケジュールが合わず放送を休止。2年連続で放送なしは番組開始以降では初の出来事。2020年・前年同様総集編及び代替放送は編成されず） | （小田のスケジュールが合わず放送を休止。2年連続で放送なしは番組開始以降では初の出来事。2020年・前年同様総集編及び代替放送は編成されず） | （小田のスケジュールが合わず放送を休止。2年連続で放送なしは番組開始以降では初の出来事。2020年・前年同様総集編及び代替放送は編成されず） | （小田のスケジュールが合わず放送を休止。2年連続で放送なしは番組開始以降では初の出来事。2020年・前年同様総集編及び代替放送は編成されず） | （小田のスケジュールが合わず放送を休止。2年連続で放送なしは番組開始以降では初の出来事。2020年・前年同様総集編及び代替放送は編成されず）             |
| 2024年 | クリスマスの約束2024（最終回） | 12月24日 | 22:00 - 22:57（第1部） 23:56 - 翌1:56（第2部）                                                                                          | KT Zepp Yokohama | - 招待客 - ハガキ応募当選者 | |

## 2001年：クリスマスの約束…きっと君は来ない

### 概要
2001年10月、小田はSMAP、福山雅治、桑田佳祐（サザンオールスターズ）、松任谷由実、宇多田ヒカル、桜井和寿（Mr.Children）、そして長年「犬猿の仲」と言われた山下達郎の7組に出演依頼の手紙を書いた。
出演依頼の手紙（原文ママ）
結果的に依頼した7組の番組出演は実現しなかったが、後に福山と山下から丁重な返事の手紙（福山と山下からの手紙は後述）が届いたほか、宇多田は父親の宇多田照實から届いた出演辞退の手紙と後日小田のもとを訪れたことを番組内で紹介した(のちに服部がインタビューで事実ではない話が伝わっているとした上で、企画立案の過程ではそうしたやり取りはあったが、結果的に手紙を送ったアーティストが誰も出演しないと決まった時、阿部は「小田さんに恥をかかすようなことはできないので、やめましょう」と進言したが、小田は「もし君たちさえよければ、繕うことなくありのままを伝え、ひとりで懸命にやるけれど」と言ったことを承けて、収録の準備を続け、さらに阿部から「お前には小田さんの覚悟がわかるか？」と問われたことを今でも覚えていると述べている）。さらに放送翌日には桜井からの手紙が届いたことを同年12月29日にTBSラジオで放送された番組『もうひとつの約束』のエンディングで小田がコメントしている。

### 演奏曲
★
再放送時に追加。
☆
本放送で一部カットされたが、再放送時にフルコーラスで放送。
- 言葉にできない / 小田和正
- 夜空ノムコウ （SMAP） / 小田和正
- 桜坂 （福山雅治） / 小田和正
演奏前に俳優出身である福山に対し、役者が歌を歌うことに小田自身が偏見を持っていたこと、曲を聞き偏見はいけないと思ったことを語り、その後福山からの手紙を一部紹介した。

- 勝手にシンドバッド （サザンオールスターズ） / 小田和正
- 真夏の果実 （サザンオールスターズ） / 小田和正 ※1コーラスのみ
「彼等の作品の中で一番好きな曲」とコメント。
- ひこうき雲 （荒井由実） / 小田和正
1回目の収録では、歌い出しでつまずいた小田が「クソーッ!」と叫ぶシーンがあったが、2回目で無事歌いきった。
- 春夏秋冬 （泉谷しげる） / 小田和正
泉谷には“依頼すれば、必ず来るだろうから”と、出演依頼はなかった。小田の「同じ時代に生きてきたものとして敬意を表して」との意向で演奏。
- さよなら / 小田和正
番組スタッフから「この曲だけは必ず歌ってほしい」と要請があった曲。『うたばん』出演が実現していたら演奏する予定だったという[要出典]。
- Automatic （宇多田ヒカル）☆ / 小田和正
- Tomorrow never knows （Mr.Children）☆ / 小田和正
- クリスマス・イブ （山下達郎） / 小田和正
演奏前に紹介された山下からの手紙（原文ママ）。

この手紙が小田のもとに届いた直後、「こういう手紙はもうとっても、主役に近いものだと思う。時を超えて、達郎がこの歌を歌ってくれるのは感無量だった、っていう。なんか、憎しみ合ってる、みたいなとこあったからね（笑い）。だからこの手紙は、番組に出てくれたのと同じくらいの価値がある」とコメントし、小田が手紙を披露した際、「前略、小田和正様」の後に「俺だ!」と文言を入れている。実際の原文にあったか否かは不明だが、長年、公私にわたり「犬猿の仲」とされていた小田と山下の関係が端的に表現され、客席からは笑いが起こった。演奏後小田は「あとで何を言われるかわからないけど、きっと達郎のところにも届いたと思います」とコメントした。サブタイトル「きっと君は来ない」は、この曲からの引用。
- Yes-No☆ / 小田和正
演奏前に「自分の曲もやらなきゃいけないと思って、もう少し付き合ってください」とコメント。
- ラブ・ストーリーは突然に / 小田和正
- 君住む街へ★ / 小田和正 ※本放送ではエンディングに使用
- この日のこと

## 2002年：クリスマスの約束

### 概要
前年の好評を受けて第2弾が制作された。前年同様、他のアーティストのカバー曲と、この年、ミリオンセラーを記録した『自己ベスト』からの楽曲を中心に構成したため、前年のようにアーティストへの出演依頼の手紙を書かなかったと番組の冒頭で小田がコメントしている。また、番組内で『自己ベスト』のスポットCMも放送された。

### 演奏曲
- この日のこと / 小田和正
- クリスマス・イブ （山下達郎） / 小田和正
演奏前に「この番組のテーマ曲みたいなもの。きっと彼も喜んでくれていると信じている」とコメント。
- 愛を止めないで / 小田和正
- 僕の贈りもの / 小田和正
演奏前に忌野清志郎から「僕はこの曲が好き」と書かれたハガキをもらっていたことを告白した[注釈 19]。
- ギブス （椎名林檎） / 小田和正 ※「もの凄く難しい」という理由から1コーラスのみ[注釈 20]。
- 化粧 （中島みゆき、桜田淳子） / 小田和正
- 風に吹かれてBlowin' In The Wind （ボブ・ディラン、ピーター・ポール&マリー） / 小田和正
- 海を見ていた午後 （荒井由実） / 小田和正 ※1コーラスのみ
演奏前に「彼女の地元をバカにしているわけじゃないけど、自分の地元を歌われるとね（やられたって感じ）」とコメントした。
- 秋の気配 / 小田和正
前述の「海を見ていた午後」がなかったらこの曲は生まれなかったとコメント。第1回放送のセットリストには入っていなかったが、当時のリハーサル時、小田が「阿部がこの曲（秋の気配）、好きなんだろ?」と言って歌ってくれたことを阿部が驚いていたというエピソードを服部がインタビューで述べている[29]。
- 練習風景のVTR
  - I LOVE YOU （尾崎豊） / 小田和正
  - 恋の予感 （安全地帯） / 小田和正
  - チェリー （スピッツ） / 小田和正
  - Everything （MISIA） / 小田和正
  - CROSS ROAD （Mr.Children） / 小田和正
  - 長い間 （Kiroro） / 小田和正
  - 小さな恋のうた （MONGOL800） / 小田和正
  - 元気を出して （薬師丸ひろ子、竹内まりや） / 小田和正
  - ガッツだぜ!! （ウルフルズ） / 小田和正
  - いとしのエリー （サザンオールスターズ） / 小田和正
  - 神田川 （かぐや姫） / 小田和正
  - 心の旅 （チューリップ） / 小田和正
  - 贈る言葉 （海援隊） / 小田和正
  - SOMEDAY （佐野元春） / 小田和正
  - 夏色 （ゆず） / 小田和正
  - どんなときも。 （槇原敬之） / 小田和正
  - First Love （宇多田ヒカル） / 小田和正
- First Love （宇多田ヒカル） / 小田和正 ※VTRに続きサビのみ。
- 小さな恋のうた （MONGOL800） / 小田和正
この曲を最初に聴いたとき「まるで学芸会のような感じの曲」とコメントしたが、リハーサルを重ねていくうちに気に入り、スタッフの間では愛唱歌と言われていたほどだという。
2010年と2011年にキヨサクがゲスト出演した際にも歌唱している。
- 今日までそして明日から （吉田拓郎） / 小田和正
- さよなら / 小田和正
前年に続いて披露。
- HERO （Mr.Children） / 小田和正
収録はシングル発売前。演奏前に前年の放送後に届いた桜井からの手紙を紹介した（原文ママ）。

手紙の朗読後、小田は「番組をやるにあたって何度もくじけそうになったけど、この手紙がなかったら今回はできなかった」とコメントした。当初「君が好き」を歌う予定だったが、CMを見て変更したことを翌年の番組で明かした。
- YES-YES-YES / 小田和正
- ラブ・ストーリーは突然に / 小田和正
- 伝えたいことがあるんだ / 小田和正
- キラキラ / 小田和正
- woh woh / 小田和正
高校時代に愛用したギターで演奏。
- Yes-No / 小田和正
演奏前「もし次回があるなら、今度こそゲストをたくさん呼びたい。でも「エッ、こんな人が来るの?」というようなアーティストは呼ばないけど」と翌年への布石ともなる発言をした。
- I LOVE YOU （尾崎豊） / 小田和正 ※録音

## 2003年：クリスマスの約束

### 概要
放送開始から3年目にして、初めてゲストを迎えて収録された。同年2月26日から3月12日にかけて放送された音楽特番『おんがく』の番宣スポットに2001年放送時の映像を使用。これが小田と所属事務所のスタッフから映像を無断で使用したとされ、番組制作も暗礁に乗り上げたが、後に番組スタッフが小田のもとを訪れ謝罪し、和解したと収録前の前説で阿部が述べている。この回で2003年12月のギャラクシー賞月間賞を受賞した。また、東京ベイNKホールでの収録は今回が最後となった。

### ゲスト
- ゆず
- 財津和夫
- 根本要（スターダストレビュー）
- 桜井和寿（Mr.Children）

### 演奏曲
- 世界に一つだけの花 （SMAP） / 小田和正
- もらい泣き （一青窈） / 小田和正
- 言葉にできない / 小田和正
- クリスマス・イブ （山下達郎） / 小田和正
- 恋 （松山千春） / 小田和正
- 夏色 （ゆず） / ゆず・小田和正
紹介する前に「さて、手前味噌になりますが、先に言ってしまいましょう。いよいよ歴史的な瞬間が訪れます。番組始まって以来のゲストです。ここでみのもんたならどんどん引っ張ってCM明けで同じシーンから始めるだろうけど、僕はそんなことはしません。いきなりやります」と言って観客を煽った。
- クリスマスの約束 / ゆず・小田和正
この年のこの番組で演奏するために作られた小田とゆずとの共同制作曲。タイトルは本番当日までにゆずが決めてくるようにと小田が指示し、本番で初めてゆずの二人から発表された。一度きりのコラボレーションとなるはずであったが、2005年12月6日に日本武道館で行われた小田のコンサートにゆずがゲスト出演し再演奏された。そして2006年11月29日に“ゆずおだ”名義でCDシングルとして発売。
- 中央線 （THE BOOM） / 小田和正
- 練習風景（様々なアーティストに「自分の曲以外で好きな曲」とアンケートを取って、上位に選ばれた曲）のVTR
  - バンザイ 〜好きでよかった〜 （ウルフルズ） / 小田和正
  - ケンとメリー〜愛と風のように〜 （バズ） / 小田和正
  - 少年時代 （井上陽水） / 小田和正
  - One more time, One more chance （山崎まさよし） / 小田和正
  - 悲しみにさよなら （安全地帯） / 小田和正
  - 上を向いて歩こう （坂本九） / 小田和正
  - TSUNAMI （サザンオールスターズ） / 小田和正
  - さくら（独唱） （森山直太朗） / 小田和正
  - 卒業写真 （荒井由実） / 小田和正
  - 愛を止めないで / 小田和正
- 青春の影 （チューリップ） / 財津和夫・小田和正
- 木蘭の涙 （スターダスト・レビュー） / 根本要・小田和正
トークでは緊張の余り登場から怒涛の勢いで喋る根本を落ち着かせようと、スターダスト・レビューの代表曲「今夜だけきっと」の一小節を小田とアカペラで披露した。またこの後にもゲストが来る事を演奏前に話して小田に睨まれる一幕も見られた。
- チェリー （スピッツ） / 小田和正
前述のアンケートをアーティスト別に集計した結果、スピッツが第1位になったことから。
- 言葉にできない〜タガタメ（Mr.Children）〜HERO（Mr.Children） / 桜井和寿・小田和正
小田が桜井を紹介する際「ミスチルの…」と言った瞬間、客席から歓声が沸き起こった。トークの際は小田の提案で2人がステージの前面に座って話すという展開が見られた。
なお、桜井たっての希望で「タガタメ」がメドレーに加えられ、冒頭に「言葉にできない」を入れるというアイデア[注釈 23]を取り入れた。
ちなみに桜井は友人の結婚式で「HERO」を前年の小田の歌い方を真似して歌ったエピソードを披露している。この共演をきっかけに小田はライブイベント『ap bank fes』（ヤマハリゾートつま恋）にも出演[注釈 24]。桜井や小林武史らと共演している。余談だが、服部が一番印象に残るエピソードとして、このシーンを挙げており、歌い終わった後、感動のあまり涙が抑えきれなくなってセットの裏で泣いていたという[29]。
- SOMEDAY （佐野元春） / 小田和正
- キラキラ / 小田和正
- この日のこと

## 2004年：クリスマスの約束〜風のようにうたが流れていた〜

### 概要
小田自身が司会進行を務めた音楽番組『風のようにうたが流れていた』の総集編として放映された。冒頭でのスタッフとのミーティングのシーンで「テレビ出演は今年までで、来年はみんなのところへ行ってツアーをする」とコメントしたが、翌年以降も番組は続くことになった。
また、この年は初めて土曜日の深夜の放送となった。

### ゲスト
- 島倉千代子
- 山本潤子
- ムッシュかまやつ
- 財津和夫
- 鈴木雅之
- スターダストレビュー

## 2005年：クリスマスの約束〜大好きな君に〜

### 概要
“大好きな君に”と題された小田の同年コンサートツアーとほぼ同じ内容のステージが、2005年11月29日にさいたまスーパーアリーナで番組史上最多となる14,000人の観客を集めて収録、全体の半分程が放映された。この公演のチケットは一般発売され、初めて有料の観客が入った。また、5回目にして初めてクリスマス前の12月22日放送となったほか、2003年以来2度目となる木曜日の放送となった。
収録前の前説では阿部（『ぴったんこカン・カン』のキャラクターであるカエルの着ぐるみを着用）と服部の両プロデューサーが7月に行われた小田の日本武道館公演を観に行ったことを話し、小田に「ツアーそのものを番組でできませんか?」と打診。議論を重ねた末に制作の運びとなった。
また、ゲストの中居正広が番組に出演するまでを追ったドキュメントが放送翌日の12月23日『中居正広の金曜日のスマたちへスペシャル（以下『金スマスペシャル』）』でオンエアされた。中居は登場後すぐ「小田さんが何を間違われたのかは分かりませんが、僕は歌手じゃありません! ミディアム歌手です」と発言したほか、「この半年間今までで一番歌の練習をした」「収録前日は一睡もできなかった」と言うなどかなり緊張している様子であった。そこで小田がイタズラでワザと曲の冒頭を間違えたため、中居は「小田さんが間違えるってどういうことですか! いい加減にしてくださいよ!」と突っ込む場面もあった。
収録当日は「君住む街へ」を、前半と後半で日本語と北京語とにそれぞれ分けて歌い、最後のメンバー紹介ではバンドメンバーに加えて番組スタッフに対する感謝のコメントを小田が述べた（この模様は、前述の『金スマスペシャル』で音声の一部が使われた）。

### ゲスト
- 中居正広（SMAP）

### 演奏曲
- オープニング〜2005年コンサートツアー“大好きな君に”「ご当地紀行・やってまいりました編」〜[注釈 26]
  - 福岡空港 （6月下旬）
  - 青森空港 （8月上旬）
  - 横浜・みなとみらい （8月中旬）
  - 新千歳空港 （9月上旬）
  - 金沢駅前 （9月中旬）
  - 那覇空港 （10月中旬）
  - 台北駅 （11月中旬）
  - さいたまスーパーアリーナ前 （11月下旬）
- まっ白 / 小田和正
歌詞は表示されず、スタッフロールのみ。
- ラブ・ストーリーは突然に / 小田和正
イントロで観客に対し「お待たせしましたぁーっ!」と絶叫したあと、花道を駆け回りながら歌った。途中で客席のファンに対してマイクを向けるサービスもあった。
- さよなら / 小田和正
演奏後ファンからの「ステージで走り回らないで、歌を聴かせてほしい」といった手紙での意見に対して「君たち（ファン）のために走ってあげているわけではなく、（自分が）走りたくて走ってるんだ」とコメント。
- Let it be （ビートルズ） / 小田和正
- 眠れぬ夜 / 小田和正
- 2005年コンサートツアー“大好きな君に”ゲスト総集編

＊は収録時に会場で上映されたもの。◎は収録後に追加放送
- - バン・バン・バン （ザ・スパイダース） / ムッシュかまやつ・小田和正（7月6日、日本武道館）＊
    - 演奏前に小田が「今日は僕の友達が来ています」とかまやつを紹介。

  - ほんとの気持ち （松たか子） / 松たか子・小田和正 （9月22日、日本武道館）＊
    - トークでは松の兄と姉がオフコースの大ファンだったことを告白。

  - 銀座カンカン娘 （高峰秀子） / 小田和正・根本要 （10月13日、沖縄コンベンション劇場）＊
    - 根本からの「小田さんは今回のツアーで沖縄へ行かれます?」との質問に小田は「そういえば沖縄には行ってないね」と答えた。それに対して根本は「小田さんを前にして申し訳ないけど、それではミュージシャンとして認めませんね」と返した。小田が沖縄でコンサートを行ったのはオフコース時代の1987年以来。

  - 夏色 （ゆず） / ゆず・小田和正 （12月6日、日本武道館）◎
    - 紹介の際、小田が「若いやつらが遊びに来てくれました」とコメント。武道館コンサートの数日前に一緒になる機会があり「ライブ、観に行きます」と言ったところ、小田から「じゃあ（ライブに）出ろよ」と声をかけられたと北川悠仁がコメントした[注釈 27]。

  - 青春の影 （チューリップ） / 財津和夫・小田和正 （8月28日、名古屋港オープン・エア・パーク）＊
    - 小田は、財津に対する感謝の気持ちを表して歌詞を替えて歌った。

  - トーク / 小田和正・星野仙一（12月20日、名古屋市総合体育館レインボーホール[注釈 28]）◎
    - 星野が登場した際、小田は「ここでトークショーを繰り広げても、何の芸もないんで」と言って観客を笑わせた。ここでは小田と星野が初めて出会ったときのエピソードを披露、星野はコンサートを見て「この年になってまで現役でいられることが（自分にとって）うらやましい」とコメントした。

  - 全力少年（スキマスイッチ） / スキマスイッチ・小田和正 （12月7日、日本武道館）◎
    - 小田は「僕がまだ出たことが無い紅白に出ます!」とスキマスイッチを紹介、二人は苦笑いで登場した。
    - この年紅白初出場を決めた二人に対して小田からの「紅白、大変だよ。君たちは紅白に対して偏見はないのかい?」との問いに二人は、「それはないです」と答えた。それを受けて小田は「僕にとって（紅白に出ることは）偏見だらけだからね」とコメントした。
- 神の御子は今宵しも O COME ALL YE FAITHFUL （賛美歌） / 小田和正
  - この年唯一のクリスマス・ソング。スタッフは「この曲ではウケません。100万人いたら3人しか知らない曲で、チャンネルを変えられます」と断言したが、小田は決行[注釈 29]。会場での評判も良く、無事オンエアされた。
- 戦争を知らない子供たち （ジローズ） / 小田和正
- 生まれ来る子供たちのために / 小田和正
  - 少年少女合唱団と。演奏前に「竹善や桜井くんをはじめとする若いアーティストたちにこの曲を歌ってくれて嬉しかった」とコメント。
- たしかなこと / 小田和正
- 2005年コンサートツアー“大好きな君に”「ご当地紀行」（冒頭、小田の「やってまいりました!」ではじまる、ツアー先の名所などを訪れたVTR）総集編
  - 埼玉県・大宮駅前 （11月29日）
  - 北海道・小樽駅前 （9月上旬）
    - 駅のホームに飾ってあった石原裕次郎の等身大の写真パネルの前で記念撮影。

  - 宮城県・フルキャストスタジアム宮城前 （9月上旬）
    - 球場に訪れたファンからサインを求められる一幕も。

  - 大阪府・万博記念公園内おもしろ自転車広場 （8月中旬）
  - 神奈川県・鎌倉鶴岡八幡宮 （10月中旬）
    - 撮影当日は雨が降っていたが、中高年の女性ファンから握手を求められた。小田は「ババア軍団、本格的なババア軍団でした」とコメント。なお、紹介の際、「つるおかはちまんぐう」と言っていた（正式名称は「つるがおかはちまんぐう」）。

  - 青森県・八甲田ロープウェイ 山頂公園駅前 （8月上旬）
    - 鎌倉同様、中高年の女性ファンに写真を撮られ、ここでも「ババア」と発言。

  - 鳥取県・水木しげるロード （7月中旬）
    - 冒頭で「ここは（雨が）降っても晴れても人気が少ない」とコメント。

  - 神奈川県・横浜市根岸森林公園 （8月中旬）
    - 遠足に来ていた小学生に「（テレビに）出るとしたら何チャン（の番組）?」と言われる。

  - 福岡県・大濠公園 （6月下旬）
  - 香川県・木田郡庵治町 ※映画『世界の中心で、愛をさけぶ』ロケ地 （7月下旬）
    - BGMに平井堅「瞳をとじて」を使用。

  - 長野県・松本城 （9月中旬）
  - 沖縄県・首里城、中頭郡読谷村 （10月中旬）
    - 首里城では修学旅行に来ていた高校生に遭遇。

  - 埼玉県・秩父郡長瀞町 （11月下旬）
- Yes-No / 小田和正
  - 花道を歩きながら歌う。途中で客席のファンにマイクを向けるサービスもあった。
- キラキラ / 小田和正
  - 花道を歩きながら歌う。
- YES-YES-YES / 小田和正
- 明日 / 小田和正
曲のイメージに合わせてイラク戦争やスマトラ島沖地震などの映像を流したほか、途中から少年少女合唱団がコーラスで参加。
- 言葉にできない / 小田和正
- 夜空ノムコウ （SMAP） / 中居正広・小田和正
紹介の際「この時間になってもゲストが来ないんじゃないかと思いましたが、ようやく来てくれました。まあ、こんなゲストを呼ぶなんて今までなかったんじゃないかと思いますが、想像を遥かに超えた異色のゲストです。でもみんなは温かく迎えてくれるだろうと確信しています」とコメントし、中居が登場した瞬間は当然ながら場内は大歓声に包まれたが、中居はレギュラー番組の収録があったため、収録開始から約1時間半後にさいたまスーパーアリーナに到着。登場の際に観客に対して遅れて来たことを謝罪した。
トークでは、最初にこの話を聞いたときに一度断ったことを明かした[注釈 30]。さらに「自分は人前であまり歌ったことがない」と中居が言うと、小田は「そこまで言わせるつもりはなかったけど、ま、頑張れよ」と励ました。
この曲を「君たち（SMAP）が歌うととってもいい曲だね」と賞賛する小田と、「こんなに緊張して歌ったことはありません」という中居とのデュエットとなった。番組収録後の12月11日に大阪城ホールで行われたコンサートではアンコールで作詞者のスガシカオがゲスト出演し、小田とこの曲をデュエットしている。
放送から7年後の2012年12月4日放送の『火曜曲!』[注釈 31]でもこのシーンが放送された。
- 大好きな君に / 小田和正
- たしかなこと / 小田和正 ※観客と大合唱
ステージ上ではクリスマスにちなんで人工雪を降らせる演出もあった。ただし、歌唱中に観客に取り囲まれ歌えなくなるハプニングが起き、撮り直しする事態にまで発展している[注釈 32]。

## 2006年：クリスマスの約束2006〜message〜

### 概要
この年は有明コロシアムで収録が行なわれた。小田の新曲が発表されたほか、スキマスイッチとのオリジナル曲「僕らなら」が発表され、共同制作風景のVTRも挿入された。また、いきものがかりはメジャーデビュー1年目での出演となり、新人アーティストが同番組に出演したのはいきものがかりが唯一である。収録時に「新しい私になって」（熊木杏里）とアンコールで「元気を出して」（竹内まりや）が演奏された（未放送）。また、TBSで同日放送された特別番組「橋田壽賀子バラエティ『渡る世間は鬼ばかり』来年も続きますよスペシャル」の中で、泉ピン子から小田のファンである角野卓造へのプレゼントとして観覧に来る場面があった。阿部の話によると、小田と番組スタッフとの最初のミーティングで「放送翌日から会社や学校が休みになるから」との理由で、クリスマス後の12月28日の放送が決まったという。また、木曜日の放送は前年に続き3度目となった。

### ゲスト
- いきものがかり[31]
- 松たか子[31]
- 斉藤哲夫[31]
- スキマスイッチ（大橋卓弥・常田真太郎）[31]

### 演奏曲
- 言葉にできない[31] / 小田和正
当初小田は「何度も番組で取り上げているし、もういいだろう」と話したが、スタッフからの「今回の番組のテーマに合っている曲なので外せない」との意向で演奏された。
- 粉雪 （レミオロメン）[31] / 小田和正
- I LOVE YOU （尾崎豊）[31] / 小田和正
- SAKURA （いきものがかり） / いきものがかり・小田和正
- みんなひとり （松たか子） / 松たか子・小田和正 ※1コーラスのみ
- to U （Bank Band）[31] / 松たか子・小田和正
- いまのキミはピカピカに光って （斉藤哲夫） / 斉藤哲夫・小田和正 ※冒頭部のみ
- 悩み多き者よ （斉藤哲夫） / 斉藤哲夫・小田和正
- グッド・タイム・ミュージック （斉藤哲夫） / 斉藤哲夫・小田和正
演奏後、斉藤が小田に対して「年末のさなかにこのような番組に誘っていただき、ありがとうございました」と挨拶して退場。
- 僕らなら / スキマスイッチ・小田和正
新曲。
2017年にリリースされたスキマスイッチのセルフカバー・アルバム『re:Action』に、本曲を基にした新曲「君のとなり」が収録された[32]。
「君のとなり」の制作は、アルバムに参加することとなった小田からの「あの時の曲（僕らなら）を甦らせよう」という“提案”により決まったもの。メロディーはそのままに歌詞が一新されている[32]。
- 全力少年 （スキマスイッチ）[31] / スキマスイッチ・小田和正
- my home town / 小田和正
2番を英語詞で歌った。
- 伝えたいことがあるんだ[31] / 小田和正
- 僕らの街で （KAT-TUN）[31] / 小田和正
提供曲のセルフ・カヴァー。元々この曲を「この日のこと」に続く番組のテーマ曲にしようと考えていたが、「（亀梨君が出ている）ドラマと今回のテーマが共通していたし、自分が歌っても悪くないけど、せっかくだから彼らにあげてもいいかな」ということを演奏前に明かした。これに関して阿部は「曲をKAT-TUNに取られた」と冗談交じりにコメントしている。
- 東京の空 / 小田和正 （新曲）
「僕らの街で」のドラマ主題歌使用を期に番組サイドから「番組独自の曲」という点にこだわったことを承け、新たに制作された曲。後に2011年発売のアルバム『どーも』に収録された。
- グッド・タイム・ミュージック / 斉藤哲夫 ※オリジナル音源を使用

## 2007年：クリスマスの約束2007〜そして 今 思うこと〜

### 概要
2004年以来のクリスマス当日の放送となった（放送当日は火曜日であったが、火曜日での放送は番組初回の2001年以来6年ぶり2度目）。当初は幕張メッセ・イベントホールでのみの収録だったが、さだまさしと宮沢和史のスケジュールの都合がつかなかったことから2人の出演分のみTBSのAスタジオで行われた。
番組ではさだとのオリジナル曲「たとえば」が発表され、共同制作風景のVTRが挿入された。また矢井田瞳とのコラボレーション曲「恋バス」が発表されたほか、早稲田大学グリークラブへの提供曲のリハーサル風景も挿入された。
この回で2007年12月のギャラクシー月間賞を受賞。ギャラクシー月間賞を受賞するのは2003年以来2度目となる。

### ゲスト
- 宮沢和史[33]
- さだまさし[33]
- くるり[33]
- 矢井田瞳[33]
- 佐野元春[33]

### 演奏曲
- たしかなこと / 小田和正
- こころ[33] / 小田和正・聖光学院弦楽オーケストラ部
曲間にリハーサル風景の映像を挿入。
- my home town / 小田和正 ※1フレーズのみ。
- 中央線 （THE BOOM） / 宮沢和史・小田和正
演奏前に宮沢が「僕の歌は参加型の曲が多いので、よかったらぜひ、一緒に歌ってください」と言ったところ、小田が「この曲は参加しにくいよね」と返し、観客の笑いを誘った。
- 風になりたい （THE BOOM） / 宮沢和史・小田和正
幕張メッセ・イベントホールでの映像も一部挿入された。
- 秋桜 （山口百恵） / 小田和正
- woh woh / さだまさし・小田和正
さだがメインで歌った。
- たとえば / さだまさし・小田和正
番組のためのオリジナル曲（作詞：さだまさし、作曲：小田和正）。発表から13年後の2020年5月20日発売のさだのオリジナル・アルバム『存在理由〜Raison d'être〜』に当時の音源をリマスタリングした形で収録されることになった。
- JUBILEE （くるり） / くるり・小田和正
この他にも『ばらの花』も演奏しているが、未放送（後述する2014年版にダイジェストとして放送された）。
- 恋バス[33][34] / 矢井田瞳・小田和正
番組のためのオリジナル曲として制作されたが、後に2008年発売の矢井田のアルバム『colorhythm』に収録[34]。その後“矢井田瞳&恋バスBAND with小田和正”名義でシングルとしても発売された[34]。
- SOMEDAY （佐野元春）[33] / 佐野元春[33]・小田和正[33]（コーラス・矢井田瞳）
- 言葉にできない / 小田和正
早稲田大学グリークラブの練習中、学生達の緊張をほぐすために。
- この道を行く / 早稲田大学グリークラブ（指揮：小田和正）
創立100周年記念愛唱歌として、小田和正が作曲した合唱曲。
- ダイジョウブ / 小田和正
演奏前に「この曲を紅白ではなく、この番組で歌うことになりまして…」とコメントした後、「来年、ツアーをやります」と告知。
- I dream （チューリップ） / 小田和正 ※録音

## 2008年：クリスマスの約束2008

### 概要
小田の同年に行われたコンサートツアー“今日も どこかで”を振り返るといった内容で番組は進行。また、同時期に行われていた小田にとって初のドームツアー『きっとまたいつか♪今日も どこかでFINAL♪』の合間を縫っての収録だったこともあり、番組で恒例化していた他のアーティストの曲のカヴァーやゲストとのオリジナル楽曲制作がなく、自身やオフコース時代の楽曲がメインとなった。また、クリスマス当日深夜の放送は前年に続いて6度目（木曜日の放送は2006年以来2年ぶり4度目）となった。
当初は2005年同様、ドームツアーの中から11月27日に行われた東京ドーム公演を収録して放送に使うという計画だったが、物理的な問題などの影響で東京ドームシティ内のJCBホールでの収録に変更された。なお、収録場所の変更を提案したのは、プロデューサーの阿部である。
ゲスト出演した松たか子は2006年以来2度目の出演であり、松の夫である佐橋佳幸は『風のようにうたが流れていた』で小田と共演している。また、2人にとって結婚後初のテレビ出演となった。

### ゲスト
- 松たか子[35]
- 佐橋佳幸[35]

### 演奏曲
- こころ[36] / 小田和正
- 愛を止めないで[36] / 小田和正
客席のファンにマイクを向けるサービスがあった。
- 2008年コンサートツアー“今日も どこかで”「ご当地紀行」総集編（その1）
  - 静岡県・東名高速道路富士川サービスエリア内、富士山前
  - 静岡県浜松市・楽器博物館
  - 長野県・善光寺
  - 岩手県・三ツ石神社
  - 福岡県・かしいかえん
  - 神奈川県・江ノ島
    - サザンオールスターズのヒット曲「勝手にシンドバッド」の舞台のひとつで、「桑田くん（桑田佳祐）の縄張りで、敵の中を歩いている感じです」とコメント。

  - 愛知県・リトルワールド
  - 岩手県・小岩井農場の一本桜
    - 小田が主題歌を務めた「どんど晴れ」ロケ地。本来一本桜は立入禁止区域だが、事前に許可を得て撮影された。

  - 島根県・出雲
    - 出雲ドーム前にある自分と同じ苗字の生鮮食品店の看板を見つけ、喜ぶ一幕も見られた。
- たしかなこと[36] / 小田和正
- さよなら[36] / 小田和正
- 2008年コンサートツアー“今日も どこかで”「ご当地紀行」総集編（その2）
  - 富山県菅沼・合掌造
  - 北海道釧路市・釧路湿原
    - ドーム・ツアーのオープニング・アニメにも追加されていたように、2008年のツアーで最も印象に残った場所として、小田はここを挙げている。

  - 島根県・出雲大社
  - 三重県・伊勢神宮
  - 鳥取県・米子駅前→元町サンロード
  - 三重県津市・だいたてたてまち通り
  - 愛知県名古屋市・円頓寺商店街
  - 北海道釧路市・末広町
    - 円頓寺商店街に続く形で字幕は出なかった。

  - 広島県広島市・タカノ橋商店街
  - 香川県高松市・丸亀町商店街
  - 岡山県倉敷市・倉敷チボリ公園
  - 愛媛県松山市・伊丹十三記念館
    - 伊丹の未亡人であり、記念館館長の宮本信子の歓待を受ける。小田が映画を作るにあたって伊丹は影響を与えてくれた人物とコメント。
- 生まれ来る子供たちのために[36] / 小田和正
- 言葉にできない[36] / 小田和正
- ラブ・ストーリーは突然に[36] / 小田和正
佐橋佳幸がギターで参加。途中で客席のファンにマイクを向けるサービスがあった。
- 2008年コンサートツアー“今日も どこかで”「ご当地紀行」総集編（その3）
  - 大阪府・道頓堀
    - 閉店前のくいだおれにて、名物のくいだおれ太郎と記念撮影。

  - 京都府・鴨川
  - 福岡県・太宰府天満宮→柳川
    - 大宰府を訪れた親子連れと記念撮影。このとき小田は子供を抱き上げようとするが、子供が泣き出してしまうというハプニングに見舞われた。

  - 広島県・宮島
    - 中高年の女性ファンに囲まれ、記念撮影に加わる。
- もう歌は作れない / 小田和正
- メドレー
  - 夏の終り / 小田和正
  - 眠れぬ夜 / 小田和正
  - やさしさにさようなら / 小田和正
  - between the word & the heart –言葉と心– / 小田和正
- おやすみ（松たか子）[36] / 松たか子・小田和正・佐橋佳幸
小田が松たか子に提供した楽曲。当初はアルバム用に『夢であいましょう』をカバーする予定だった。また、松の父親でもある松本幸四郎（九代目）もこの曲を気に入っているとコメントした。
- 今日も どこかで / 小田和正
松はコーラス、佐橋はギターで参加。間奏部分で東京ドーム公演のライブ映像の一部が使われ、そのときの観客の歌声がオーバー・ダビングされている。
- 東京の空 / 小田和正
前年の放送後に筑紫哲也からの手紙が来ていたことを告白。
- さよならは 言わない / 小田和正 （新曲）
無観客で収録。
- この日のこと / 小田和正
2002年の音源を使用。映像はご当地紀行のダイジェスト版。

## 2009年：クリスマスの約束2009

### 概要
2007年から3年連続してクリスマス当日の放送（通算7度目）となった（放送当日は金曜日だが、金曜日の放送は番組開始以来初）。収録は2007年以来となる幕張メッセ・イベントホールで行われ、歴代最多（当時）となる20組計33人のゲストが登場。このうち財津和夫と根本要は2003年以来2度目、いきものがかりとスキマスイッチは2006年以来2度目、松たか子は前年に続いて3度目のゲスト出演となり、夫の佐橋佳幸も前年に続き出演している。なお、翌年から根本、スキマスイッチ、松、JUJUは毎年番組に出演することになる。
今回は各アーティストの楽曲をつなげていくというメドレー「22'50"（22分50秒）」を披露した。この企画は小田が以前からやってみたかったというもので、番組のコンセプトを具現化した形となった。小田、根本、スキマスイッチ（大橋卓弥・常田真太郎）、水野良樹（いきものがかり）の5名からなる『小委員会』が結成され、ミーティングやリハーサルを重ねた結果このメドレーに要した楽譜は13枚 に及んだという。小田は当初このメドレーを参加者全員によるユニゾン（斉唱）で行なおうと目論んでいたが、『小委員会』での議論（スキマスイッチや水野が遠慮なく厳しい意見を述べていた）の結果、ボーカルとコーラスが巧みに掛け合う壮大なアレンジが施された。これらの作業があったため前年に続き小田とゲストとの新曲制作はなかった。
このメドレーの制作などが評価されて、第36回放送文化基金賞番組部門・テレビエンターテインメント番組優秀賞を受賞した。

### ゲスト
- AI[37]
- Aqua Timez[37]
- いきものがかり[37]
- キマグレン[37]
- Crystal Kay[37]
- 財津和夫[37]
- 佐藤竹善[37]
- 清水翔太[37]
- JUJU[37]
- スキマスイッチ[37]
- 鈴木雅之[37]
- スターダスト・レビュー[37]
- 中村中[37]
- 夏川りみ[37]
- 一青窈[37]
- 平原綾香[37]
- 広瀬香美[37]
- 藤井フミヤ[37]
- 松たか子[37]
- 山本潤子[37]

### 演奏曲
★
再放送でオンエア
- 風のように★ / 小田和正
- きよしこの夜 （賛美歌） / 小田和正・根本要・大橋卓弥・吉岡聖恵
  - 前述の『小委員会』のメンバー[注釈 37]によるア・カペラで。「クリスマス・イブ」だけではこのコーナーが短すぎるとのことで急遽追加され、楽譜が収録の2日前に渡された。
  - 2011年からの同番組ではオープニングで使用されている。
- クリスマス・イブ （山下達郎） / 小田和正・根本要・大橋卓弥・吉岡聖恵
  - アコースティック・ヴァージョン。番組では2003年以来の披露となった。
- メドレー：22'50"★
  - この日のこと / 全員
  - TRUE LOVE / 藤井フミヤ
  - 今夜だけきっと （スターダストレビュー） / 根本要
  - ロマンスの神様 / 広瀬香美
  - 明日がくるなら （JUJU with JAY'ED） / JUJU
  - 明日、春が来たら / 松たか子
  - 友達の詩 / 中村中
  - La La La （SING LIKE TALKING） / 佐藤竹善
  - 恋におちたら / Crystal Kay
  - Story / AI
  - 夢で逢えたら （ラッツ&スター） / 鈴木雅之
  - ハナミズキ / 一青窈
  - 翼をください （赤い鳥） / 山本潤子
  - HOME / 清水翔太
  - YES-YES-YES / 小田和正
  - LIFE / キマグレン
  - 虹 （Aqua Timez） / 太志
  - 全力少年 （スキマスイッチ） / 大橋卓弥
  - Jupiter / 平原綾香
  - 涙そうそう / 夏川りみ
  - 青春の影 （チューリップ） / 財津和夫
  - 帰りたくなったよ （いきものがかり） / 吉岡聖恵
    - 演奏終了後、スタンディングオベーションが起き、小田が涙ぐむといったシーンが見られ「これは僕が一生の中で聴く一番長い拍手だったと思う。みんなよってたかって僕のことをいじめたけど、やってよかったと本当に思う。いろいろ言葉にして語りたいけど、言葉にすると全部こぼれていってしまいそうな気がするので、我慢して何も言わずに置きます」とコメントした。この時の光景を服部は「歌い終わった後5分ぐらい拍手が鳴りやまなくて、小田さんの感極まった表情と涙を見ることができて感激した。自分も泣きそうになったが、インカムの向こうから他のスタッフの泣き声が聞こえてきて、涙が引っ込んでしまった(笑)。この番組が掲げてきたテーマが結実した瞬間だと思う」と述べている[29]。
- たしかなこと★ / 全員
  - 歌い終わったあと、小田をはじめとする出演者のほとんどが涙を見せる一幕も見られた。
- 今日も どこかで / 小田和正
  - 映像は収録後の小田の様子を追ったVTR。
- この日のこと / 全員

## 2010年：クリスマスの約束2010

### 概要
10回目の放送にして初めてクリスマス・イブの深夜に放送された（熊本放送を除く）。また、前年に続いて金曜日の放送となった。
今回は小田の地元・横浜市の赤レンガ倉庫1号館内のホールで収録が行なわれ、「親しい音楽仲間たちとのプライベートライブ」をコンセプトに小田と根本要、スキマスイッチがホスト役で進行。ゲストは前年の「22'50"」に参加した4人に初出演のキヨサクと玉城千春を加えた6人。全員で歌う以外は一人をメインに据えて残りのメンバーが演奏とコーラスを担当するという形式で進行した。

### ホスト(小田とともに番組進行)
- 根本要（スターダスト・レビュー）[40]
- スキマスイッチ[40]

### ゲスト
- キヨサク（MONGOL800）[40]
- 清水翔太[40]
- JUJU[40]
- 玉城千春（Kiroro）[40]
- 松たか子[40]
- 山本潤子[40]

### 演奏曲
- TODAY （ニュー・クリスティ・ミンストレルズ（英語版）） / 全員
- Hello, Again 〜昔からある場所〜 （My Little Lover） / JUJU
- 空も飛べるはず （スピッツ） / 大橋卓弥
  - 曲の冒頭にて大橋が演奏するギターの弦が切れたため、小田の合図で演奏が一時中断。曲の思い出を語って冒頭部分もアレンジを変えて観客に当ててもらう形式にしたにもかかわらず中断せざるを得なくなり、大橋は苦笑した。弦交換後に演奏再開。
- 冷たい雨 （バンバン、ハイ・ファイ・セット、松任谷由実） / 山本潤子
  - 演奏前に小田が、ハイ・ファイ・セットの学園祭ライブにオフコースが前座で出演し[注釈 39]、そこで初めてアンコールをもらったことを話した。
- ラブ・ストーリーは突然に / 小田和正
- 美しすぎて （ガロ） / 根本要・小田和正・大橋卓弥
  - 根本のリクエスト曲。大橋はこの曲が「学生街の喫茶店」のカップリング曲であることを知らなかったとコメント。
- 未来へ〜長い間 （Kiroro） / 玉城千春
  - 演奏前、「結婚してから歌うことが怖くなったけど、前の年のこの番組を見て、ぜひ出てみたいと思った」とコメント。演奏後、観客からの拍手に感極まる一幕が見られた。また小田は「Kiroroには番組初期からずっとオファーをしてたんだけど、オファーするたびどちらかがオメデタになるから誘えなかった上に責められなかった」とコメントした。
- 500マイル （ブラザーズ・フォア、ピーター・ポール&マリー、HIS（忌野清志郎・坂本冬美・細野晴臣）） / 松たか子
  - 訳詞は忌野清志郎。松自身のシングル「君となら」のカップリング曲として収録。演奏前に小田が「今日は旦那（佐橋佳幸）が会場に来ていて、ほんとなら彼にギターを弾いてもらおうと思ったけど、ここは僕が弾きます」とコメント。
- 思い出はうたになった （オダ☆レビ） / 小田和正・根本要
- 君が好き / 清水翔太
- 惑星タイマー （福耳） / スキマスイッチ
  - 演奏前、根本が大橋に対して「君たちの曲は気持ちよく聴けるけど、いざ歌うとなるとすごく難しいね」と言うと、小田が「『全力少年』も覚えるのに時間がかかった」とコメント。これに対して大橋が「『全力少年』 を作ったときもわざと一筋縄ではいかないようにしたところもある」と返した。
- 小さな恋のうた （MONGOL 800） / キヨサク
  - 演奏前、キヨサクが「物心ついたときからこの番組に出たかった」とコメント。
- TODAY / 全員
- my home town / 小田和正 ※アンコール
  - 演奏前、「10回目ということで、盛大にやろうかという話もあったけど、小さなところでゆったりと出来たらいいみたいなことで、ライブハウスみたいな感じでやらせてもらいました。最後に自分の曲で締めくくるなんて、ほんとに恥ずかしくてしようがないんだけど、地元ということで、この曲をみんなが歌ってくれることはとても嬉しいです」とコメントした。
- TODAY / インストゥルメンタル

## 2011年：クリスマスの約束2011

### 概要
2009年以来となるクリスマス当日の放送（通算8度目）となったほか、放送時間も過去最短の90分となり、番組開始以来唯一となる日曜日に放送された。
収録は2009年以来通算3度目となる幕張メッセ・イベントホールで行なわれ、今回は2009年を超える史上最多24組計41人のゲストが出演して2009年に制作したメドレー『22'50"』をさらにパワーアップさせた『28'58"（28分58秒）』を披露した。『22'50"』に参加したアーティストのうちAI、広瀬香美、山本潤子、財津和夫以外は前回に引き続き参加しており、番組内でほとんど放送はされなかったものの前回同様小委員会によるミーティングも行われている。番宣CMではメドレー『28'58"』から「ありがとう」、番組オープニングは「きよしこの夜（2009年セッション版）」、エンディングは「TODAY（2010年セッション版）」がそれぞれ使われた。
前年に続いての出演は根本要、スキマスイッチ、松たか子、JUJU、清水翔太、玉城千春、キヨサクの7組。また、宮沢和史と矢井田瞳は2007年以来4年ぶり2回目、いきものがかりは通算3回目、スキマスイッチと根本は通算4回目、松たか子は歴代最多となる5回目（当時）の出演となった。また、水野良樹はこの回から毎年『小委員会』のメンバーとしてスキマスイッチ、根本要とともに出演することとなる。
小田はこの年5大ドームを含む全国25ヶ所48公演のツアー『KAZUMASA ODA TOUR 2011 "どーも どーも その日が来るまで"』を開催したが、ツアーの模様は本番組では放送することは考えていなかったという（後述する2014年版のナレーションで「最初からメドレーで行くということだった」と述べている）。

### ゲスト
- Aqua Timez[42]
- いきものがかり[42]
- キヨサク（MONGOL800）[42]
- キマグレン[42]
- Crystal Kay[42]
- 佐藤竹善[42]
- 清水翔太[42]
- JUJU[42]
- スキマスイッチ[42]
- 鈴木雅之[42]
- スターダスト・レビュー[42]
- 玉城千春（Kiroro）[42]
- 中村中[42]
- 夏川りみ[42]
- 一青窈[42]
- 平原綾香[42]
- FUNKY MONKEY BABYS[42]
- 藤井フミヤ[42]
- 松たか子[42]
- 宮沢和史[42]
- MONKEY MAJIK[42]
- 矢井田瞳[42]
- 山本潤子[42]
- 和田唱（TRICERATOPS）[42]

### 演奏曲
- 僕の贈りもの / 小田和正
  - 2番の1フレーズを番組に合わせた歌詞に替えて、ステージ陰からメドレー出演者全員でエコーのように歌唱。
- ケンとメリー〜愛と風のように〜（バズ） / 小田和正・根本要・大橋卓弥
  - 2003年の放送では練習風景のVTRで一部を披露したが、フルコーラスで歌うのはこれが初めてとなった。
- 魔法の黄色い靴（チューリップ） / 水野良樹・スキマスイッチ・小田和正・根本要
  - 参加を呼び掛けたが今回は都合が合わなかったという財津和夫への感謝の気持ちを込めて、と小田が説明。話を振られた根本曰く、当初は大橋のソロの予定だったが当日になって小田が一番のＡメロを水野に歌わせると言い出し、大橋と水野のツインボーカルという形になり、根本は「大橋は自分が何かミスしたのかとビクビクものですよ」とコメント。
  - なお、水野がテレビ番組でボーカルを担当するのはこれが初めて。小田と根本が「すばらしい」と褒めたたえると、水野が「なんでそんなにハードル上げるんですか…これっぽっちしか歌わないのに」と会場の爆笑を誘った
- 卒業写真（ハイ・ファイ・セット、荒井由実） / 山本潤子・小田和正・根本要・スキマスイッチ・水野良樹
  - ともにヤマハのコンクール出場以来の古い付き合いの小田と山本が「まだ10代だった」「ホントに不思議、あんなに若かったのに…」と会場の笑いを誘うと、水野が「そのへん笑いすぎです」。山本が小田に促され曲目を紹介すると、年配のファンも多い会場から感嘆の声があがった。山本がメインボーカルを担当し、他のメンバーがコーラスをするという形式で演奏した。
  - なお、山本は体調不良を理由にその後の『28'58"』には参加しなかった。
- We Wish a Merry Christmas / 全員
- メドレー：28'58"
  - 前回同様ソロとコーラスが掛け合う形式で行われた。コーラスは男声4パート女声2パートになっており、曲選択とアレンジは小田が[44][45]、パート練習用の歌入れは光田健一・松たか子・平原綾香らが担当した[46]。
  - この日のこと / 全員
  - もらい泣き / 一青窈
  - め組のひと（ラッツ&スター） / 鈴木雅之
  - my sweet darlin' / 矢井田瞳
  - アイシテル / 清水翔太
  - 桜の雨、いつか / 松たか子
  - 空はまるで（MONKEY MAJIK） / Maynard・Blaise
  - 決意の朝に（Aqua Timez） / 太志
  - 風立ちぬ / 中村中
  - 長い間（Kiroro）/ 玉城千春
  - Another Orion / 藤井フミヤ
  - Spirit of Love（SING LIKE TALKING） / 佐藤竹善
  - Kiss / Crystal Kay
  - 童神〜ヤマトグチ〜 / 夏川りみ
  - キラキラ / 小田和正
  - FEVER（TRICERATOPS）/ 和田唱
  - ヒーロー（FUNKY MONKEY BABYS）/ ファンキー加藤・モン吉
  - ガラナ（スキマスイッチ） / 大橋卓弥
  - 風になりたい[注釈 43]（THE BOOM） / 宮沢和史
  - 新世界 / 平原綾香
  - また明日... / JUJU
  - 木蘭の涙（スターダスト･レビュー） / 根本要
  - 小さな恋のうた（MONGOL 800） / キヨサク
  - あえないウタ / キマグレン
  - ありがとう（いきものがかり） / 吉岡聖恵
  - この日のこと / 全員
- Good Night（ビートルズ） / 全員

## 2012年：クリスマスの約束2012

### 概要
前年に続いてクリスマス当日の放送（通算9度目。放送当日は火曜日だが、火曜日の放送は2007年以来5年ぶり3度目）となったほか、放送時間は2010年以来の2時間となった。また、小田自身による他のアーティストのカバー曲披露が2007年以来5年ぶりに復活した。
今回は千葉県浦安市舞浜の東京ディズニーリゾート内にある多目的ホール・舞浜アンフィシアター（旧・シルク・ドゥ・ソレイユ・シアター東京）にて収録が行われ、会場サイドからの熱烈なラブコールで番組スタッフが特設ステージを組み、収録に臨んだ。番組が舞浜地区の会場での収録が行われたのは2001年の番組開始から3年間使用した東京ベイNKホール以来9年ぶりのことである。また、千葉県内の会場で収録が行われたのは前年の幕張メッセ・イベントホールに引き続いて2年連続通算7回目となる。
今回は小田、根本要、スキマスイッチ、水野良樹の『小委員会』が“今歌いたい歌”を吟味して、時代や季節を問わない選曲となった。初出演となる絢香を除くゲストは前年に引き続いての出演となっており、松たか子は5年連続6回目、根本とスキマスイッチは共に4年連続5回目、JUJUは4年連続4回目の出演となる。また、水野はいきものがかりとして過去に3度出演しているが、単独出演は今回が初めてとなる。
番宣CMでは「夏祭り」と「たしかなこと」、番組オープニングは前年に続き「きよしこの夜（2009年セッション版）」、エンディングは「夕陽を追いかけて」がそれぞれ使われた。

### ゲスト
- 絢香[48]
- JUJU[48]
- スキマスイッチ[48]
- 根本要[48]
- 松たか子[48]
- 水野良樹（いきものがかり）[48]

### 演奏曲
- やさしい雨[注釈 46]/小田和正
- キラキラ[注釈 46]/小田和正
- 東京の空/小田和正
  - 当初は「君にMerry Xmas」を演奏する予定だったが、直前になって変更。大サビ部分で文言を挿入し、歌唱した。
- 花の名（BUMP OF CHICKEN）/小田和正
  - 演奏前にBUMP OF CHICKENに出演依頼をしたが、断られたことを明かしている。
- 風が吹いている（いきものがかり）/水野良樹、小田和正、根本要、スキマスイッチ
  - 演奏後に小田は「いきものがかりのバージョンは紅白で披露することになってますので」とコメント。
- らいおんハート（SMAP）/スキマスイッチ、小田和正、根本要、水野良樹
  - 演奏前に大橋が「さすがに踊れないけど、思い切りカッコつけてみよう」ということでハンドマイクとフィンガー･スナッピングをしながら歌唱した。演奏後に小田が「自分が元気なうちにこのメンバー（委員会バンド）でライブをやりたい」とコメントしたが、2015年の夏のイベントで実現することになる。
- 夏祭り（JITTERIN'JINN）/JUJU、松たか子、小田和正
  - 2008年のツアーのご当地紀行で八景島シーパラダイスを訪れた際、そのときに行われた花火ショーのBGMで流れていたのを聴き、自分の歌でもないのに嬉しかったとコメント。
- 夏に恋する女たち（大貫妙子）/JUJU、松たか子、小田和正
  - 1983年にTBSで放送された同名のテレビドラマ主題歌。坂本龍一プロデュース。
- エイリアンズ（キリンジ）/小田和正、JUJU、松たか子
  - 演奏前、小田が「この曲を聴くと、埼玉県の風景を思い浮かべるけど、後でスタッフに調べてもらったら、彼等（キリンジ）が坂戸市出身ということを知ってなぜかほくそ笑んでしまった」とコメント。また、JUJUがライブでカバーしており、そのライブに堀込泰行が観に来ていたことを明かしている。
- ツヨク想う（絢香）/絢香、小田和正
- たしかなこと/小田和正、絢香
- 夕陽を追いかけて（チューリップ）/小田和正
  - 演奏前に前年に続き財津和夫に出演依頼をしたが、収録当時、諸事情（チューリップのデビュー40周年記念ツアーと日程が重複していたため）により辞退したことを明かした。
- 明日/小田和正
  - 同年4月から5月にかけて開催された東北ツアーの1曲目として演奏[注釈 47]。番組では2005年以来の演奏となった。
- その日が来るまで/小田和正
  - 前年3月11日に発生した東日本大震災を受けて制作され、『明日』同様東北ツアーで披露された楽曲。地上波の音楽番組でこの曲が披露されたのは当番組が初めてである。また、提供スポンサーのひとつである明治安田生命が本曲に乗せて東北ツアーのダイジェストをまとめたCM（30秒）が番組内限定で放送された。翌年4月24日に『やさしい風が吹いたら』[注釈 48]との両A面シングルとして発売された。
- Over the Rainbow（ジュディ・ガーランド）/小田和正、JUJU、松たか子
- 君のこと/小田和正

## 2013年：クリスマスの約束2013

### 概要
2011年から3年連続のクリスマス当日と、前年に続いての2時間枠での放送となった。クリスマス当日の放送及び2時間枠での放送はともに通算10回目となる（放送当日は水曜日だが、水曜日の放送は2002年以来11年ぶり2度目）。今回も前年に続き舞浜アンフィシアターにて収録が行われた（千葉県内での収録は2011年から3年連続通算8回目で、舞浜地区に限ると2年連続通算5回目）。
今回は小田にとって旧知の仲とも言える吉田拓郎が初出演となったほか、桜井和寿が2003年以来の出演。また、桜井とは2007年以来6年ぶりとなるゲストとの楽曲制作が行われた。
なお、吉田と桜井以外のゲストは前年と同じで、松は6年連続7回目、根本とスキマスイッチは共に5年連続6回目、JUJUは5年連続5回目、水野は前年に続いての単独出演（いきものがかりを含めると通算5回目）となる。
番宣CMは「今日までそして明日から」、オープニングは3年連続で『きよしこの夜』（2009年セッション版）、エンディングでは「緑の丘」と「What the World Needs Now Is Love」が使われた。

### ゲスト
- 桜井和寿（Mr.Children）[50]
- JUJU[50]
- スキマスイッチ[50]
- 根本要[50]
- 松たか子[50]
- 水野良樹（いきものがかり）[50]
- 吉田拓郎[50]

### 演奏曲
- the flag/小田和正
- 落陽（吉田拓郎）[51]/吉田拓郎[51]・小田和正[51]
  - 演奏後、吉田が「小田和正というのは、「Yes-No」とか歌ってるのを見てると、遠い存在だなと思えるけど、時々話をすると体育会系みたいなところがあったりする。自分が（小田より年齢が）ひとつ上なんだけど、態度が大きいところがあって、微妙な存在だった」とコメント。小田は「プロデューサーが『どうしても拓郎さんとは、同じ時代を生きてきたようには見えない』と言われ、どういうことかと思った。そうしたら、彼はもうデビューの頃からどーんと売れて、僕ら（オフコース）はずっと売れない時代が長かった。ということは、いないのと一緒で、同じ時代にいたというイメージが無い」と返した。
  - これに対して吉田は「オフコースは同じ時代にずっといたし、自分の中では気に障る存在だった」と返し、会場の笑いを誘った。
- リンゴ（吉田拓郎）/吉田拓郎・小田和正
- 今日までそして明日から（吉田拓郎）/吉田拓郎・小田和正
  - 2002年の放送で小田がカバーして以来の演奏で吉田がボーカルを取った。
- 人生を語らず（吉田拓郎）/吉田拓郎・小田和正
- Please Mr.Postman（マーヴェレッツ、ビートルズ、カーペンターズ）/小田和正・根本要・スキマスイッチ・水野良樹
  - 演奏前に根本が「自分たちのコーナーは箸休め、言ってみれば道の駅みたいなもの」とコメントし、笑いを誘った。
- 奏（スキマスイッチ）/スキマスイッチ・小田和正・根本要・水野良樹
- デイ・ドリーム・ビリーヴァー（モンキーズ、演奏はザ・タイマーズの翻訳版[注釈 49]）/小田和正・根本要・スキマスイッチ・水野良樹
- 365日（Mr.Children）/桜井和寿・小田和正
- その日が来るまで[50] /小田和正・桜井和寿
  - 前年に続いての演奏。1コーラス目を小田、2コーラス目を桜井が歌唱した。
- パノラマの街[50]（番組オリジナル曲）/桜井和寿・小田和正
  - 2007年の「たとえば」（さだまさしとの共作）、「恋バス」（矢井田瞳との共作）以来となる小田とゲストによるオリジナル楽曲[注釈 50]。演奏前に制作過程のVTRが挿入された。のちにMr.Childrenのアルバム『REFLECTION』[注釈 51]に『街の風景』と改題・改作して収録された。
- クリスマス・イブ（山下達郎）/桜井和寿・小田和正
  - 番組では2009年以来の演奏。
- 緑の丘[50] /小田和正[51]・東北大学混声合唱団[51]
  - 「東北大学校友歌」として小田が作詞・作曲を手掛けた[52]。演奏前に制作過程及び東北大学の学園祭での楽曲披露のVTRが挿入された。
- What the World Needs Now Is Love（バート・バカラック、ディオンヌ・ワーウィック）/松たか子・JUJU・小田和正
  - 小田は以前にもオフコース時代のリサイタル“秋ゆく街で”（ライブアルバム『秋ゆく街で』収録）でカバーしている。
- やさしい夜（新曲）/小田和正
  - 他局の報道番組のテーマソングであるが、演奏前に小田が「子守唄代わりに聴いてほしい」とコメント。松とJUJUはコーラスを担当した。
  - 翌2014年7月2日に発売のアルバム『小田日和』に収録された。

## 2014年：クリスマスの約束2014

### 概要
2011年から4年連続のクリスマス当日（通算11回目。放送当日は木曜日で、木曜日の放送は2008年以来6年ぶり5度目）と、2012年から3年連続の2時間枠での放送（通算11回目）となった。今回は前年と違い、TBS放送センター内のスタジオで収録が行われた。TBSのスタジオでの収録は2007年のさだまさしと宮沢和史（当時THE BOOM）の出演パート以来7年ぶり2回目（スピンオフ番組である『風のようにうたが流れていた』を含めて）であり、また、東京都内で番組収録が行われたのは、2006年の有明コロシアム、2008年のJCBホールを含めると6年ぶり5回目となる。
今回は細野晴臣が初出演となったほか、キマグレン、清水翔太、玉城千春、夏川りみ、矢井田瞳が2011年以来の出演となる。細野、キマグレン、清水、玉城、夏川、矢井田以外は前年に続いての出演となり、松は7年連続8回目、JUJUは6年連続6回目、スキマスイッチと根本はともに6年連連続7回目、水野は3年連続3回目（いきものがかりでの出演を含めると通算6回目）の出演となる。
なお、番組の大半を番組開始から前年までの総集編に充てられたことにより（ナレーションは小田自身が一部担当している）、新規分の収録は出演者と番組スタッフのみで行ったため、一般視聴者の観覧募集は行われなかった。これに関して小田はスタッフとのミーティングで「今年（2014年）はツアーもやっているし、（番組は）やらなくてもいいのでは」と発言したが、スタッフが「それはできない」ということから、結果的に総集編という形に落ち着いたという。また、スタッフは視聴者に向けて「お約束することはできませんが、来年（2015年）以降はまた皆さん方と一緒に番組を作りたい」とコメントしている。
ちなみに番組のオープニングは『Yes-No』のオルゴール・バージョンと『きよしこの夜』（2009年セッション版。スポットCMにも使用された）が、エンディングでは『この日のこと』のインストゥルメンタルが使用された。

### ゲスト
- キマグレン[55]
- 清水翔太[55]
- JUJU[55][56]
- スキマスイッチ[55][57]
- 玉城千春（Kiroro）[55]
- 夏川りみ[55]
- 根本要[55]
- 細野晴臣[55]
- 松たか子[55][57]
- 水野良樹（いきものがかり）[55]
- 矢井田瞳[55][58]

#### VTR出演
- ゆず
- 財津和夫
- 桜井和寿（Mr.Children）
- 中居正広（SMAP）
- いきものがかり
- 斉藤哲夫
- 宮沢和史
- さだまさし
- くるり
- 佐野元春
- 藤井フミヤ
- スターダスト・レビュー
- 広瀬香美
- 中村中
- 佐藤竹善
- Crystal Key
- AI
- 鈴木雅之
- 一青窈
- 山本潤子
- Aqua Timez
- 平原綾香
- キヨサク（MONGOL 800）
- MONKEY MAJIK
- 和田唱（TRICERATOPS）
- FUNKY MONKEY BABYS
- 絢香
- 吉田拓郎

### 演奏曲
★
新規に収録したもの。
- 最後のニュース（井上陽水）★/小田和正、キマグレン、清水翔太、JUJU、スキマスイッチ、玉城千春、夏川りみ、根本要、松たか子、水野良樹、矢井田瞳
- 『クリスマスの約束』総集編[注釈 55]

2001年
- - この日のこと
  - 夜空ノムコウ（SMAP）/小田和正
  - ひこうき雲（荒井由実）/小田和正
  - 春夏秋冬（泉谷しげる）/小田和正
  - Automatic （宇多田ヒカル）/小田和正
  - Tomorrow Never Knows （Mr.Children）/小田和正
  - クリスマス・イブ（山下達郎）/小田和正

2002年
- - 化粧（中島みゆき）/小田和正
  - ギブス（椎名林檎）/小田和正
  - この日のこと/小田和正

2003年
- - 世界に一つだけの花（SMAP）/小田和正
  - 夏色（ゆず）/ゆず、小田和正
  - 青春の影（チューリップ）財津和夫、小田和正
  - 木蘭の涙（スターダスト・レビュー）/根本要、小田和正
  - HERO（Mr.Children）/桜井和寿、小田和正

2005年
- - 夜空ノムコウ（SMAP）/中居正広、小田和正

2006年
- - 粉雪（レミオロメン）/小田和正
  - SAKURA （いきものがかり）いきものがかり、小田和正
  - グッド・タイム・ミュージック（斎藤哲夫）/斎藤哲夫、小田和正
  - 全力少年（スキマスイッチ）/スキマスイッチ、小田和正

2007年
- - 風になりたい（THE BOOM）/宮沢和史、小田和正
  - たとえば/さだまさし、小田和正
  - ばらの花（くるり）/くるり、小田和正
  - 恋バス（矢井田瞳&恋バスBAND with小田和正）/矢井田瞳、小田和正
  - SOMEDAY（佐野元春）/佐野元春、小田和正（コーラス:矢井田瞳）

2008年
- - おやすみ（松たか子）/松たか子、小田和正、佐橋佳幸

2009年
- - 22'50"（ノーカットで放送）
    - この日のこと(途中で小田のコメントが入る)
    - TRUE LOVE / 藤井フミヤ
    - 今夜だけきっと （スターダストレビュー） / 根本要
    - ロマンスの神様 / 広瀬香美
    - 明日がくるなら （JUJU with JAY'ED） / JUJU
    - 明日、春が来たら / 松たか子
    - 友達の詩 / 中村中
    - La La La （SING LIKE TALKING） / 佐藤竹善
    - 恋におちたら / Crystal Kay
    - Story / AI
    - 夢で逢えたら （ラッツ&スター） / 鈴木雅之
    - ハナミズキ / 一青窈
    - 翼をください （赤い鳥） / 山本潤子
    - HOME / 清水翔太
    - YES-YES-YES / 小田和正
    - LIFE / キマグレン
    - 虹 （Aqua Timez） / 太志
    - 全力少年 （スキマスイッチ） / 大橋卓弥
    - Jupiter / 平原綾香
    - 涙そうそう / 夏川りみ
    - 青春の影 （チューリップ） / 財津和夫
    - 帰りたくなったよ （いきものがかり） / 吉岡聖恵

2010年
- - TODAY
  - Hello Again〜昔からある場所〜（MY LITTLE LOVER）/JUJU
  - 冷たい雨（バンバン、ハイファイ･セット、松任谷由実）/山本潤子
  - 長い間 （kiroro）/玉城千春
  - 君が好き/清水翔太
  - 小さな恋のうた（MONGOL800）/キヨサク
  - my home town /小田和正

2011年
- - 28'58"（ダイジェストで放送）
    - この日のこと
    - 空はまるで （MONKEY MAJIK） / Maynard、Blaise
    - FEVER （TRICERATOPS）/和田唱
    - ヒーロー （FUNKY MONKEY BABYS）/ファンキー加藤、モン吉

2012年
- - 風が吹いている （いきものがかり）/水野良樹、小田和正、根本要、スキマスイッチ
  - ツヨク想う（絢香）/絢香、小田和正
  - 夕陽を追いかけて （チューリップ）/小田和正

2013年
- - 落陽（吉田拓郎）/吉田拓郎、小田和正
  - 人生を語らず（吉田拓郎）/吉田拓郎、小田和正
- Smile（ナット・キング・コール/マイケル・ジャクソン/ナタリー・コール/エルヴィス・コステロ）★/細野晴臣、小田和正、松たか子、JUJU
  - 演奏前に、2011年の京都音楽博覧会で共演後、目黒の蕎麦屋で再会したことや、小田が細野と同い年であることを告白した。

## 2015年：クリスマスの約束2015

### 概要
2010年以来5年ぶりにクリスマス・イブの深夜に放送された（放送当日は前年に続き木曜日で、通算6度目であり、2時間枠での放送は2012年から4年連続通算12回目）。
収録は2010年同様、横浜赤レンガ倉庫1号館内のホールで行なわれた。なお、委員会バンド（スキマスイッチと根本は7年連続8回目、水野は4年連続4回目（いきものがかりとしての出演を含めると通算7回目））と、松（8年連続9回目）、JUJU（7年連続7回目）以外のゲストでは和田は2011年以来4年ぶり2回目、仲宗根は初出演。なお、和田はこの年から毎年出演することとなる。
番組のスポットCMには「なごり雪」、オープニングは「きよしこの夜」（2009年セッション版、2011年から5年連続）がそれぞれ使われた。なお、番組開始からプロデューサーを務めた阿部が翌年同局の企画部に異動したため、一旦降板した。

### ゲスト
- 仲宗根泉（HY）[59]
- 和田唱（TRICERATOPS）[59]
- JUJU[59]
- 松たか子[59]
- 委員会バンド
  - スキマスイッチ[59]
  - 根本要（スターダスト・レビュー）[59]
  - 水野良樹（いきものがかり）[59]

### 演奏曲
- TODAY （The New Christy Minstrels）[59] / 全員
- なごり雪（かぐや姫、イルカ）[59]/ 小田和正
  - 演奏後、当時同じ所属事務所だったかぐや姫とのエピソードを紹介した。
- 366日（HY）[59] / 仲宗根泉・小田和正
- マイケル・ジャクソン・メドレー
  - Heal The World（ヒール・ザ・ワールド）（マイケル・ジャクソン） / 和田唱・小田和正
  - The Girl Is Mine（ガール・イズ・マイン）（マイケル・ジャクソン&ポール・マッカートニー） / 和田唱・小田和正
- サイモン&ガーファンクル・メドレー
  - Old Friends（旧友）（サイモン&ガーファンクル） / 和田唱・小田和正
  - Bookends（ブックエンドのテーマ）（サイモン&ガーファンクル） / 和田唱・小田和正
  - The 59th Street Bridge Song (Feelin' Groovy)（59番街橋の歌 (フィーリン・グルーヴィー)）（サイモン&ガーファンクル） / 和田唱・小田和正
- 恋するフォーチュンクッキー（AKB48）[59] / 和田唱・小田和正
- よりそって二人（ハイ・ファイ・セット） / 松たか子・和田唱・小田和正
  - ハイ・ファイ・セットが1979年に発表した楽曲。前年3月に亡くなったメンバーの山本俊彦の追悼で演奏。
- Cruel War（悲惨な戦争）（ピーター・ポール&マリー） / JUJU・和田唱・小田和正
- Hello, Goodbye（ハロー・グッドバイ）（ビートルズ）[59] / 委員会バンド（スキマスイッチ・水野良樹・根本要・小田和正）[59]
- 約束 / 委員会バンド
  - 映像は同年夏に新潟で行われた『音楽と髭達』から。委員会バンド唯一のオリジナル曲。
- 帰れない二人（井上陽水） / 委員会バンド
- トワイライト・アヴェニュー（スターダスト・レビュー） / 委員会バンド
- How Deep Is Your Love（愛はきらめきの中に）（ビージーズ） / 全員（常田を除く）
- きっと同じ / 小田和正
- same moon / 全員
  - 演奏前に小田がオフコース時代からの旧知の仲でもあるレコーディング・エンジニアのビル・シュネーとのエピソードを紹介した。
- 夕陽を追いかけて（チューリップ）/小田和正
  - 映像は2012年放送分のものを使用。

## 2016年：クリスマスの約束2016

### 概要
放送開始から16回目にして初めて、クリスマス・イブの未明（天皇誕生日の深夜）に放送された（2時間枠での放送は、2012年から5年連続通算13回目。放送当日は土曜日で、土曜日の放送は2004年以来12年ぶり2度目だが、2時間枠での放送は後述する2024年放送分の第2部まで放送されていなかった）。なお、今回は0時台からの放送となった。
収録は赤坂サカス内にあるライブハウス・赤坂BLITZで同年12月16日に行なわれた（ライブハウスでの収録は2010年、前年の横浜赤レンガ倉庫内のホールを含めて2年連続通算3回目。東京都内での収録はTBSのスタジオ（2004年、2007年、2014年）を含めると2年ぶり通算6回目となる）。ちなみにこの年、全国ツアーがあった関係で、ミーティングの開始が遅く、放送中止の可能性もあったという。
今回は第1回放送で出演依頼を要請した宇多田ヒカルが初出演となった。宇多田以外のゲストはスキマスイッチと根本は8年連続9回目、水野は5年連続5回目（いきものがかりとしての出演を含めると通算8回目）、松は9年連続10回目、JUJUは8年連続8回目、和田は2年連続3回目の出演となる。
番組のスポットCMには「夜空ノムコウ」（小田）、「花束を君に」（宇多田、小田）、「赤い花 白い花」（松、JUJU、小田）、「君は天然色」（委員会バンド）、「心のラヴ・ソング」（和田、小田）が、オープニングとエンディングは「きよしこの夜」（2016年版（詳細については後述）、2011年から通算して6年連続）がそれぞれ使われた。
なお、番組開始からナレーションを務めていた斉藤由貴は、この回をもって降板した。また、収録会場として使用していた赤坂BLITZは2020年9月に閉館し、同年10月に『TBS AKASAKA BLITZ STUDIO』として運用を再開した。

### ゲスト
- 宇多田ヒカル[60]
- 委員会バンド
  - スキマスイッチ[60]
  - 根本要（スターダスト・レビュー）[60]
  - 水野良樹（いきものがかり）[60]
- 松たか子[60]
- JUJU[60]
- 和田唱（TRICERATOPS）[60]

### 演奏曲
- 夜空ノムコウ（SMAP）[60]/小田和正
番組では2005年（中居正広とのデュエット）以来通算3回目の楽曲披露となった（小田の単独での演奏は2001年の第1回放送以来）。
- Automatic（宇多田ヒカル）[60]/宇多田ヒカル・小田和正
小田が宇多田を紹介する際、「18年前、鮮烈なデビューを飾ると同時にスーパースターになりました」とコメントし、宇多田が登場した際には観客からどよめきが起きた。このことに関して宇多田は「出てきた瞬間、「すごーい」と言ってもらえることが嬉しい」とコメントした。
演奏前には第1回放送で同曲を取り上げた時のダイジェストに加え、リハーサルの様子も紹介した。VTR終了後、小田は「ちなみに彼女の父親（宇多田照實）は、僕より（年齢が）1つ下です」とコメントし、会場の笑いを誘った。小田が「16年の時を経て、やっと（一緒に演奏）できます」と言えば、「長いこと、お待たせしました」という宇多田の返しの後、演奏された。
演奏後はロンドンでの生活について聞かれると「最近の楽しみは、息子と遊んでいる時で、毎日「かわいい」と言いながら写真を撮ることもある」とコメントした。
- 花束を君に（宇多田ヒカル）/宇多田ヒカル・小田和正
宇多田から「キャンプファイヤーで、ギター一本で歌えるような感じでやりたい」というリクエストを承けて演奏した。
- たしかなこと/小田和正・宇多田ヒカル
演奏前、宇多田は「この曲は前からよく知っていたけど、歌詞を見ながら、改めて聞いた時に、リスナーとしてすごくグッときてしまっただけでなく、作詞家としても、小手先とか難しい表現を使わず、誰でもわかるような身近な言葉を使って、日常的な風景の中に、人の生きることとか人同士の関係性を描くというスタンスや「書き屋」の言葉に、作詞家として共感したので是非一緒に歌いたい」とコメント。これを受けて小田は「こんなに褒められちゃってどうするんだと（笑い）。なんか褒めてもらおうと聞いたみたい感じになりましたが、そのまま受け止めたいと思います」と返した。宇多田の「ちょっとロックっぽく」といったリクエストにも応え、演奏した。
 収録後のインタビューで小田は「（彼女は）天からの贈り物だ」とコメントした。
- ポール・マッカートニー・メドレー[60]
  - JUNK（ジャンク）（ポール・マッカートニー）/和田唱・小田和正
  - Waterfalls（ウォーターフォールズ）（ポール・マッカートニー）/和田唱・小田和正
  - silly love songs（心のラヴ・ソング）（ポール・マッカートニー&ウイングス）/和田唱・小田和正
  - My Love（マイ・ラヴ）（ポール・マッカートニー&ウイングス）[60]/和田唱・小田和正[60]
メドレーの演奏前、和田が同年5月に上野樹里と結婚したことを小田が報告。バックバンドがメンデルスゾーンの結婚行進曲を演奏して祝福した。また、同年に開催した小田のツアーに夫婦揃って訪れたことも併せて紹介した。
- Breaking Up Is Hard to Do（悲しき慕情）（ニール・セダカ/カーペンターズ）/委員会バンド
大橋のリクエスト曲。要請を重ねたものの、「イントロを聞いただけで却下することが続いていたが、今回やっと実現できて嬉しい」とコメント。
- 君は天然色（大瀧詠一）[60]/委員会バンド[60]
本来この曲は前年の同番組で披露する予定だったが、「大人数でコーラスを使って歌うことは、彼（大瀧）の意図に反するのではないか」という小田の考えで断念。しかし、「今回はあえて彼に提案する」という形で披露した。
- 約束/委員会バンド
前年の夏のイベント時に披露したものに新たに歌詞を追加して演奏した。
- 風をあつめて（はっぴいえんど）/松たか子・和田唱・小田和正
「細野（晴臣）さんの曲で、前からやってみたかったけど、彼の日本人離れした低い声がないと成立しない曲だと思って、見送っていた」ということだったが、「オクターブ上げて、女性に歌ってもらうといい感じになるのではないかと思い付き、松に歌ってもらうことにしました。ちなみにこの歌は訳がわからない難しい歌詞なのですが、作詞した松本隆さんは自分が夢に見たままを歌詞にしたそうです」と、小田はコメントしている。
- Both Sides, Now（青春の光と影）（ジョニ・ミッチェル/ジュディ・コリンズ）/JUJU・和田唱・小田和正
- 赤い花 白い花（赤い鳥/ビッキーズ）/松たか子・JUJU・小田和正
- 僕等がいた/小田和正
- The Times They Are a-Changin'（時代は変る）（ボブ・ディラン）[60]/全員[60]
この曲について小田は「1960年代の初めの頃は「30歳を過ぎた大人の言うことは信用するな」と言う言葉が、若者たちの共感を得て、大いに盛り上がっていたけど、この曲はそれを歌にしたようなもの。先日、ノーベル賞を受賞しましたが、あの頃の彼なら拒絶したのかな、と思ったりもします」とコメントした。
- きよしこの夜（讃美歌）/小田和正・根本要・スキマスイッチ・水野良樹・和田唱・松たか子・JUJU
これまで2009年のセッション版を2011年放送分から番組のオープニングに使用してきたが、新たに録り直ししたものを使用。映像はその歌唱風景。

## 2017年：クリスマスの約束2017

### 概要
2014年以来3年ぶりとなるクリスマス当日の深夜に放送された（通算12回目。放送当日は月曜日だが、月曜日の放送は初）が、今回は1時間45分での放送となった（放送枠が2時間未満なのは2011年（90分）以来6年ぶり）。また、23時台後半からの放送は2015年以来2年ぶりである。この年の放送が平成として最後の放送となった。
収録は千葉ポートアリーナ で同年11月16日に行なわれた。千葉県内での収録は舞浜アンフィシアター（2012年、2013年）以来4年ぶり通算9回目となる。
今回は熊木杏里が初出演となった他は、スキマスイッチと根本は9年連続10回目、水野は6年連続6回目（いきものがかりとしての出演を含めると通算9回目）、松は10年連続11回目、JUJUは9年連続9回目、和田は3年連続4回目の出演となる。また、TBSビジョンが制作に加わったため、同社の社長を務める阿部がプロデューサーとして2年ぶりに復帰したほか、ナレーターは財津和夫が初めて担当した。
なお、松たか子の出演はこの年で一旦降板となり（後述の2024年で再度出演を果たす）、通算11回 の出演は歴代のゲスト出演者の中で当時の最多記録となった。2019年春の『風のようにうたが流れていた』以降は松自身のスケジュールの都合からナレーションに専念している。
番組のスポットCMは「言葉にできない」（小田）と「ダニー・ボーイ」（出演者全員）の2パターンが放送された。

### ゲスト
- 熊木杏里[62]
- 委員会バンド
  - スキマスイッチ[62]
  - 根本要（スターダスト・レビュー）[62]
  - 水野良樹（いきものがかり）[62]
- 松たか子[62]
- JUJU[62]
- 和田唱（TRICERATOPS）[62]

### 演奏曲
- 言葉にできない / 小田和正
- 遥かなる影（Close to you）（カーペンターズ） / 松たか子、JUJU、和田唱、小田和正
- ムッシュかまやつメドレー（委員会バンド）
  - あの時君は若かった（ザ・スパイダース）[62]
  - 我が良き友よ（かまやつひろし）[62]
  - ノー・ノー・ボーイ（ザ・スパイダース）
  - バン・バン・バン（ザ・スパイダース）
  - どうにかなるさ（かまやつひろし）[62]
  - 同年3月1日に死去したかまやつを偲んで演奏。演奏前には「風のようにうたが流れていた」にかまやつがゲスト出演した際の映像が流れた。
- Yes-No（委員会バンド）
  - 同年9月に古希を迎えた小田のためにメンバーたちの提案で自身の曲をやろうということになり、選曲も任せることになったが、いろいろと口を挟んでしまったとコメント。間奏では観客によるハミングを取り入れた。
- 君の友だち（You've got a Friend）（キャロル・キング/ジェームス・テイラー）委員会バンド
  - 演奏は水野による訳詞版。演奏前に忌野清志郎が訳詞した曲を数曲ピックアップして聴き、「訳詞にしかない特別な味わいがあって、清志郎の才能のすごさを今になって感じ、それなら訳詞した歌を歌おうということになり、すぐ水野に書かせようと思った」とコメントした。
- 新しい私になって（熊木杏里） / 熊木杏里、小田和正
  - 元々は2006年に放送された化粧品会社のコマーシャルソング。前述の2006年の収録で小田がカバーしているが、未放送。ちなみに熊木は、開始当初からの番組のファンと告白し、「なぜ自分がここに呼ばれたのかという素朴な疑問があった」とコメント。これに対して小田は「とてもいい歌を書いているから、それを皆さんに聴いていただきたいと思って呼んだ」と返した。
- 映画音楽メドレー / 和田唱、小田和正
  - Tonight（ウエストサイド物語）
  - ホワイト・クリスマス（White Christmas）（ホワイト・クリスマス / ビング・クロスビー）
  - ムーン・リバー（MOON RIVER）（ティファニーで朝食を）
  - 雨にぬれても（Raindrops Keep Fallin' On My Head）（明日に向って撃て! / B.J.トーマス）
  - チム・チム・チェリー（Chim Chim Cher-ee）（メリー・ポピンズ/ディック・ヴァン・ダイク・ジュリー・アンドリュース、冒頭部のみ）〜私のお気に入り（My Favorite Things）（サウンド・オブ・ミュージック / ジュリー・アンドリュース）
  - 死ぬのは奴らだ（Live and Let Die）（007 死ぬのは奴らだ / ポール・マッカートニー&ウイングス）
  - 星に願いを（When You Wish upon a Star）（ピノキオ / クリフ・エドワーズ）
  - 恒例となった和田と小田によるメドレー企画は、映画音楽。同年8月のミーティングで何をやるか話し合った際、お互いの意見が初めて一致したというエピソードを紹介。「私のお気に入り」の時には観客のコーラスが入った。また、和田の妻である上野樹里が観客の一人として映っていた。
- FEVER（TRICERATOPS） / 和田唱、小田和正
  - 2011年のメドレー企画「28'58"」以来の演奏だが、フルコーラスでの演奏は初。
- あなたがくれたもの[64] / JUJU
  - JUJUからの依頼で制作された楽曲。これについて小田は「もう散々世話になってるし、嫌とは言えない。一所懸命書いたけど、自分はあまり、人の曲を書くのは向いていないなって最近、つくづく思ったけどそれでも書いた。そこに彼女がいかにも彼女らしい、素敵な切々とした詩を書いた」とコメントし、これに対してJUJUは「ままならない曲になった」と返した。
- 手紙にかえて（財津和夫） / 小田和正
  - 演奏前、小田は「財津君は時々、思い出したように手紙をくれた。その手紙はいつも嬉しくなるようなもの。この曲はその手紙に返事をするようなつもりで書いた」とコメント。演奏後、財津はナレーションで「音楽の返信、確かに受け取りました。いつまでも大切にします。ありがとうございます」と返した。
- 歌を捧げて / 松たか子、小田和正
- ダニー・ボーイ（Danny Boy） / 全員
- the flag / 小田和正
  - 小田のツアースタッフで舞台監督を務めた永岡宏紹が同年11月12日に死去したことを承けて演奏された[注釈 67]。
- たしかなこと
  - 映像は「クリスマスの約束〜大好きな君に〜」のアンコールから。「the flag」同様、永岡を偲ぶ形で紹介された。

## 2019年：クリスマスの約束2019

### 概要
前年（2018年）の放送が延期という形で『小田和正音楽特番 風のようにうたが流れていた』を同年3月に放送した が、『クリスマスの約束』としては2017年以来2年ぶりの放送となった。また、放送当日は木曜日だが、木曜日の放送は2015年以来4年ぶり7度目となり、元号が令和となってから最初の放送となった。
今回は同年12月2日に神奈川県横須賀市にあるよこすか芸術劇場で収録が行われた が、神奈川県内での収録は2010年、2015年の横浜赤レンガ倉庫1号館内ホール以来4年ぶり3度目 となる。また、初めて12月26日未明の放送となるが、クリスマス後の放送は2006年（12月28日）以来、0時台の放送は2016年以来でともに2度目であり、2時間未満の放送は2011年（90分）、2017年（105分）に次いで3度目（90分での放送は2度目）となる。
今回のゲストはKANと松崎ナオが初出演を果たしたほか（KANは2023年11月12日に死去したため、これが当番組における唯一のゲスト出演となった）、清水翔太が2014年以来5年ぶり通算3回目の出演となる。スキマスイッチと根本は通算11回目、水野は通算7回目（いきものがかりとしての出演を含めると通算10回目）、JUJUは通算10回目、和田は通算4回目、熊木は通算2回目、矢井田は通算3回目の出演となる。スポットCMは『きよしこの夜』が放送された。

### ゲスト
- KAN[24]
- 松崎ナオ[24]
- 委員会バンド
  - 根本要（スターダスト・レビュー）[24]
  - スキマスイッチ[24]
  - 水野良樹（いきものがかり）[24]
- 和田唱（TRICERATOPS）[24]
- 清水翔太[24]
- JUJU[24]
- 熊木杏里[24]
- 矢井田瞳[24]

### 演奏曲
- きよしこの夜（讃美歌）/全員
番組のオープニングでは前年のツアーのご当地紀行から岩手県滝沢市の小岩井駅（JR東日本田沢湖線）を訪れた際、地元の小学生と遭遇し、女子生徒から「クリスマスの約束に出てますよね？」と問われた際、驚いた表情を見せた。生徒たちと交流後[注釈 70]、小田が「驚いたよ。クリ約だ」とつぶやいた映像が流れた。松の「岩手のよい子たち、小田さん、クリスマスの約束、知ってましたね」のナレーション後に演奏された[注釈 71]。
- この素晴らしき世界（What a Wonderful World）（ルイ・アームストロング）/全員
- 心の旅（チューリップ）/委員会バンド
- 白い冬（ふきのとう）/委員会バンド
- 愛を何度も/委員会バンド
2015年の夏のイベントで発表した『約束』以来4年ぶりとなる委員会バンドのオリジナル楽曲。
- 愛は勝つ（KAN）/KAN（タイトル、歌詞テロップの表示なし）
当初は演奏の予定はなかったが、KAN自身が単独で歌唱。1コーラスのみの予定があまりにも長くなってしまったため、小田に止められるひと幕も見られた[注釈 72]。
- 星屑の帰り道（KAN）/KAN・小田和正
- 誇れるのはたゞ /松崎ナオ（単独で歌唱。1コーラスのみ。『愛は勝つ』同様タイトル、歌詞テロップの表示なし）
『川べりの家』の演奏前に松崎を紹介した際、松崎の父親がオフコースがメジャーデビュー後最初に所属した事務所であるパシフィック・エンタープライズの社長を務めていたことが小田から明かされた。さらに松崎の母親がオフコースのファンであることから、小田のリクエストでこの曲が演奏された。ちなみにこの曲は松崎のシングル『あなたに向かって』[注釈 73]のカップリングとして収録されている。
- 川べりの家（松崎ナオ）/松崎ナオ・小田和正
- 映画音楽メドレー/和田唱・小田和正
  - 追憶（The Way We Were）（追憶/バーブラ・ストライサンド）
  - 頬をよせて（Cheek To Cheek）（トップ・ハット /フレッド・アステア&ジンジャー・ロジャース）
  - オー・プリティ・ウーマン（Oh Pretty Woman）（プリティ・ウーマン/ロイ・オービソン）
  - 風のささやき（The Windmills Of Your Mind）（華麗なる賭け /ノエル・ハリソン・ダスティ・スプリングフィールド）
  - ゴーストバスターズ（Ghostbusters）（ゴーストバスターズ / レイ・パーカー・ジュニア）
  - レット・イット・ゴー〜ありのままで（Let it go）（アナと雪の女王 / イディナ・メンゼル・デミ・ロヴァート・松たか子・May J.）
  - 大脱走マーチ（The Great Escape March）（大脱走/ミッチ・ミラー合唱団）
  - 虹の彼方に（Over the rainbow）（オズの魔法使 / ジュディ・ガーランド）

番組恒例となった和田との企画は2017年に引き続き映画音楽のメドレーとなった。『大脱走マーチ』では観客の口笛、『虹の彼方に』では同じく観客のハミングが挿入された。
- ウィル・ユー・ラヴ・ミー・トゥモロー（Will You Love Me Tomorrow）（シュレルズ・キャロル・キング）/JUJU・矢井田瞳・熊木杏里・小田和正
- 今日も どこかで/小田和正・矢井田瞳・熊木杏里
- この日のこと/全員
フルコーラスでの披露は番組開始の2001年以来。事の発端は、同年8月、清水が自身のSNSでこの曲の弾き語り音源を公開したことによるもので、音源を聞いた小田が「この番組は、この歌で始まったなということを改めて思い出した。今年はぜひ翔太を呼んでこの曲で締めたいと思った」とコメントした。これを受けて清水は「また小田さんにあの時（2009年）のメンバー[注釈 74] に会えるように、そういう思いが今の自分の活動の支えになっている。今も孤独な時や不安な時とか、そういった時に助けていただいている曲です」と返した。演奏後のインタビューで小田は「（歌い終えて）なんかホッとしたんだよ。いちばん若い翔太が（この曲を）歌ってくれたんだからね」とコメントした。

## 2021年：クリスマスの約束2021

### 概要
前述の通り、前年（2020年）が新型コロナウイルス感染拡大の影響で収録および放送が中止となったが、『クリスマスの約束』としては2019年以来2年ぶりに放送された。
今回は同年12月1日に千葉県浦安市にある舞浜アンフィシアターで収録が行われた。千葉県内での収録は2017年の千葉ポートアリーナ以来4年ぶり通算10度目で、舞浜アンフィシアターでは2013年以来8年ぶり3度目（舞浜地区に限ると2001年から2003年までの東京ベイNKホールを含めて通算6度目） となる。
また、クリスマス当日（12月25日）の放送は2017年以来4年ぶり13回目だが、クリスマス当日の未明（クリスマス・イブの深夜）の放送は初（0時台の放送は2016年、2019年に次いで3回目）であり、2時間未満の放送は2011年（90分）、2017年（105分）、2019年（90分）に次いで4回目。加えて土曜日の放送は2016年以来5年ぶり3回目となる。
今回のゲストは「緑黄色社会」の長屋晴子が初出演(後述の2024年放送分が番組としての最終回となったため、長屋が新規のゲスト出演として最後となった)を果たしたほか、清水翔太が通算4回目、スキマスイッチと根本は通算12回目（松たか子の通算11回を更新し、歴代最多となった）、水野は通算8回目（いきものがかりとしての出演を含めると通算11回目）、JUJUは通算11回目、和田は通算4回目、熊木は通算3回目、矢井田は通算4回目の出演となる一方で、ストリングスの1stバイオリンとして参加していた金原千恵子がスケジュールの都合が付かず、不参加となったため、吉田翔平が1stバイオリン、桐山なぎさが2ndバイオリンを務めた。
また、2005年からベースを担当した有賀啓雄は2023年2月27日に前立腺がんで死去したため、この年が最後の番組参加となった。

### ゲスト
- 長屋晴子（緑黄色社会）[27]
- 委員会バンド
  - 根本要（スターダスト・レビュー）[27]
  - スキマスイッチ（大橋卓弥・常田真太郎）[27]
  - 水野良樹（いきものがかり）[27]
- 和田唱（TRICERATOPS）[27]
- 清水翔太[27]
- JUJU[27]
- 熊木杏里[27]
- 矢井田瞳[27]

### 演奏曲
- 風を待って[71][注釈 78] /小田和正、根本要、スキマスイッチ、水野良樹、和田唱、JUJU、熊木杏里、矢井田瞳
コロナ禍の2020年6月に行われた楽曲のレコーディングのVTRの後に演奏。
- きよしこの夜（讃美歌） /小田和正、根本要、スキマスイッチ、水野良樹、和田唱、JUJU、熊木杏里、矢井田瞳
- 時代（中島みゆき）[71]/JUJU、熊木杏里、矢井田瞳、小田和正、スキマスイッチ、水野良樹、和田唱
数年前に小田がスーパーマーケットへ買い物に行った際、背筋を伸ばして歩いている女性を見かけたら、それが中島本人であることを明かしたが、気が付いたときに小田は売り場の隅に隠れていたというエピソードを紹介。
- Mela!（緑黄色社会）〜キラキラ[71]/長屋晴子、小田和正（メドレーで演奏）
小田が某番組で緑黄色社会が『キラキラ』を歌唱する動画を見たことから実現に至った。長屋がいきものがかりのファンであり、小学生の時に2006年の放送を見たということや、名古屋市の出身ということにちなんでおすすめの食べ物を聞かれた際、「認知度の低いあんかけスパゲティ」と答えた。これに対して小田は味噌煮込みうどんと返した。
- 白い恋人達（桑田佳祐）[71]/JUJU、小田和正、スキマスイッチ、水野良樹
演奏前に小田が「桑田君の曲をやろうということになって、『いとしのエリー』をリクエストしたけど、せっかくのクリスマスだからというみんなの意見に推されてやることになった」とコメント。しかし、JUJUが歌い出しを間違えるというハプニングが起き、撮り直しとなったが、2回目のテイクで無事に歌い切った。
- So Much in love（なぎさの誓い）（ザ・タイムス/ティモシー・B・シュミット/アート・ガーファンクル）/小田和正、スキマスイッチ、水野良樹、根本要、熊木杏里、矢井田瞳、和田唱
1992年に小田がゴルフ番組の収録をアメリカ・ナッシュビルで行った後の打ち上げで、南こうせつ、ヒューイ・ルイス、B.J.トーマスとセッションしたエピソードを披露。演奏はフィンガースナップ込みのア・カペラで行った。
- あの日にかえりたい（荒井由実）[71]/ JUJU、熊木杏里、矢井田瞳、長屋晴子、小田和正、和田唱
演奏前に小田がカラオケには行かないが、学生時代にスナックで『港町十三番地』（美空ひばり）を歌ったことをコメントし[注釈 79]、JUJUに促されて渋々1コーラス歌った後、「余計なことをしてしまった」とコメントした。また、矢井田、長屋、熊木、JUJUの順で「もう一度戻りたい頃」[注釈 80]のエピソードを披露した後に演奏した。
- 悲しみにさよなら（安全地帯）/委員会バンド
水野のリクエストで、「この曲は（誰もが）絶対聴いたことがある曲で、「さよなら」のフレーズが何度も出てくるけど、それは悲しい意味ではない」とコメント。その後、小田が水野のボーカルを絶賛し、大橋もボーカリストとしての水野を「一番尊敬する人」とコメントした後に演奏した。
- Please Mr.Postman（マーヴェレッツ、ビートルズ、カーペンターズ）/委員会バンド
番組では2013年以来の演奏。
- 流星（吉田拓郎）/小田和正（コーラス：委員会バンド）
演奏前に「拓郎とはよくメールのやり取りをするけど、以前もらったものはとても元気そうだった。そうすると自分も元気になる。財津（和夫）のくれる手紙は、とてもやさしいもので、かけがえのない仲間がいるということは、本当に嬉しいこと」とコメント。演奏後、松のナレーションで「ぜひまた、拓郎さんと」とコメントした。
- 映画音楽メドレー・Part4/和田唱、小田和正、清水翔太
  - The Sound of Music（ザ・サウンド・オブ・ミュージック）（サウンド・オブ・ミュージック/ジュリー・アンドリュース）
  - As Time goes by（時の過ぎ行くまま）（カサブランカ/ドーリー・ウィルソン）
  - Supercalifragilisticexpialidocious（スーパーカリフラジリスティックエクスピアリドーシャス）（メリー・ポピンズ/ジュリー・アンドリュース・ディック・ヴァン・ダイク）
  - A HARD DAY'S NIGHT（ア・ハード・デイズ・ナイト）（ビートルズがやって来るヤァ!ヤァ!ヤァ!/ビートルズ）
  - Tomorrow（トゥモロー）（アニー/アイリーン・クイン）
  - Can't Take My Eyes Off You（君の瞳に恋してる）（ジャージー・ボーイズ/フランキー・ヴァリ/ボーイズ・タウン・ギャング）
  - I Will Follow Him（愛のシャリオ）（天使にラブソングを…/ペギー・マーチ）
  - Bibbidi-Bobbidi-Boo（ビビディ・バビディ・ブー<日本語訳>）（シンデレラ/ヴェルナ・フェルトン）
  - Alfie（アルフィー）（アルフィー/シェール）

演奏前に和田が「このメドレーはパート3までの予定だったが、人気映画音楽のランキングの上位のほとんどを番組でやったため、さすがに今回はないと思ったが、あれよあれよという間にできていたので、違うテーマでやろうと思ったけど、何のことはなく（メドレーを）お送りしたいと思います」とコメント。それに対して小田は「彼は唯一僕に対してダメ出しをするので、それがある程度嬉しいけど、最近特に厳しくなってきたけど、頑張ります」と返した。
- 最後のニュース（井上陽水）/全員
番組では2014年以来の演奏。演奏前、「今回のコロナでは僕もずいぶん音楽に救われた。そして、素直に音楽をやりたい、みんなと歌いたいと思った。僕らはこの厳しい状況をどう乗り越えていくのだろうと思ってもう一度この曲を取り上げました」とコメントした。
- Try to Remember（トライ・トゥー・リメンバー)（英語）（ブラザース・フォア）/全員
- 風を待って（アンコール、曲名と歌詞は表示されず）[注釈 81]/長屋と清水を加えた全員
- Mela!（アンコール・一部のみ[注釈 82]/緑黄色社会）/全員
収録後のインタビューで小田は「みんなで一緒に歌うんだというテーマに、その上に音楽っていうのはすごい力だっていう、音楽があってこそ喜びというか、コロナの間もずっと音楽がとても大事だった。やっぱり音楽はとっても大事だったね」とコメントした。

## 2024年：クリスマスの約束2024（最終回）

### 概要
2022年と2023年が前述の事情により放送がなかったため、2021年以来の放送で、今回の放送が通算20回目となる。前述の通り、収録時に小田本人より、今回が最後の放送だという事が明かされた。
今回は小田の地元である横浜市のライブハウス、KT Zepp Yokohamaで同年12月3日に収録が行われた。神奈川県内での収録は2010年、2015年の横浜赤レンガ倉庫1号館内ホール、2019年のよこすか芸術劇場以来5年ぶり通算5度目（聖光学院中学校・高等学校内の講堂『ラ・ムネホール』での収録を含む）、横浜市内に限ると『クリスマスの約束』としては2015年以来9年ぶり通算4度目(ライブハウスでの収録は2016年の赤坂BLITZ以来8年ぶり通算4度目)となる。
さらにクリスマス・イブ（12月24日）の放送は2016年以来8年ぶり、火曜日の放送は2012年以来12年ぶりともに通算4回目となるが、今回は番組史上最初で最後となる2部構成での放送となり、第1部が22:00 - 22:57、第2部が23:56 - 翌日1:56の変則3時間となる（22時台及び1時間枠の放送は最初で最後だが、23時台の放送は2017年以来7年ぶり通算17回目。2時間枠の放送は2016年以来8年ぶり通算14回目）。
今回のゲストは過去に番組に出演したアーティストが中心だったことにより、新規のゲスト出演はなく、根本は通算13回目、水野は通算9回目（いきものがかりとしての出演を含めると通算12回目）、JUJUは通算12回目、和田と矢井田はともに通算5回目、熊木は通算4回目、松たか子が2017年以来7年ぶり通算12回目の出演を果たした。
番組の常連だったスキマスイッチは、収録当日が全国ツアーのスケジュールと重複した関係で、2009年以降では初めて収録に不参加となったが、「この日のこと」のコーラスを事前収録し参加。放送の最後に流れる出演者にも名前を連ねた（通算13回目）。前回不参加だった金原千恵子がストリングスの1stバイオリンとして復帰。同じく前回を最後に降板した有賀啓雄に代わり吉池千秋がベースを担当した。
今回の構成は第1部が2009年放送の「22'50"」の特別編集版、第2部がライブに加えこれまでの名場面をVTRで放送する形となる。服部によると、「7月頃まではライブ部分は1曲だけの予定だったが、それなら無観客でやろうという話が出ていたり、9月頃にはそれが3曲やろうということになって、小田さんの気持ちの揺れ動きもあって、内容についても変わっていった。曲数も少しずつ増えていき、そうなるとやっぱり観客がいないと淋しいし、楽しんで欲しいということで急遽、地元である横浜で会場を押さえた。曲数が確定したのは11月に入ってからだった」と述べている。
なお、ナレーションは前回までの松たか子に代わり、一部を除いて小田自身が担当。また、第2部は一部の楽曲を除いて歌詞の表示がされないまま放送した。

### ゲスト
第1部(VTR出演)
- AI
- Aqua Timez
- いきものがかり
- キマグレン
- Crystal Kay
- 財津和夫
- 佐藤竹善
- 清水翔太
- JUJU
- スキマスイッチ
- 鈴木雅之
- スターダスト・レビュー
- 中村中
- 夏川りみ
- 一青窈
- 平原綾香
- 広瀬香美
- 藤井フミヤ
- 松たか子
- 山本潤子

第2部
- 熊木杏里
- JUJU
- スキマスイッチ[注釈 92]
- 根本要（スターダスト・レビュー）
- 松たか子
- 水野良樹（いきものがかり）
- 矢井田瞳
- 和田唱（TRICERATOPS）

### 演奏曲

#### 第1部『22'50"特別編集版』
- 22'50"
  - この日のこと
  - TRUE LOVE / 藤井フミヤ
  - 今夜だけきっと （スターダスト・レビュー） / 根本要
  - ロマンスの神様 / 広瀬香美
  - 明日がくるなら （JUJU with JAY'ED） / JUJU
  - 明日、春が来たら / 松たか子
  - 友達の詩 / 中村中
  - La La La （SING LIKE TALKING） / 佐藤竹善
  - 恋におちたら / Crystal Kay
  - Story / AI
  - 夢で逢えたら （ラッツ&スター） / 鈴木雅之
  - ハナミズキ / 一青窈
  - 翼をください （赤い鳥） / 山本潤子
  - HOME / 清水翔太
  - YES-YES-YES / 小田和正
  - LIFE / キマグレン
  - 虹 （Aqua Timez） / 太志
  - 全力少年 （スキマスイッチ） / 大橋卓弥
  - Jupiter / 平原綾香
  - 涙そうそう / 夏川りみ
  - 青春の影 （チューリップ） / 財津和夫
  - 帰りたくなったよ （いきものがかり） / 吉岡聖恵
- 最後のニュース（井上陽水）/小田和正、キマグレン、清水翔太、JUJU、スキマスイッチ、玉城千春、夏川りみ、根本要、松たか子、水野良樹、矢井田瞳

2014年の放送から。エンディングで一部のみ。

#### 第2部『最後の収録&クリスマスの約束アーカイブ』
- 風を待って/全員

- きよしこの夜（讃美歌）/小田和正・根本要・大橋卓弥・吉岡聖恵

音源は2009年版を使用。
- キラキラ〜ラブ・ストーリーは突然に/全員

小田からのメッセージ（原文ママ）
冒頭の3曲を演奏後、ひとりステージに残った小田が「大事な話があるので、これを読まさせていただきます」とコメントした後、以下の内容が記されたメモを読み上げた。
メッセージの朗読後、小田は「この20回目はまだ始まったばかりですが、ここで皆さんがどんな反応するか、ずっと考えていましたけれども…。（涙ぐむ客席を見て）泣かないでください」とコメントした。
- 言葉にできない/ 小田和正
- たしかなこと/ 小田和正
- クリスマスの約束アーカイブ

2001年
- - Automatic（宇多田ヒカル）/小田和正
  - ひこうき雲（荒井由実）/ 小田和正
  - Tommorow Never Knows（Mr.Children）/小田和正
  - クリスマス・イブ（山下達郎）/小田和正

2002年
- - 化粧（中島みゆき/桜田淳子）/小田和正

2003年
- - 恋（松山千春）/小田和正
  - 夏色（ゆず）/ゆず・小田和正
  - 青春の影（チューリップ）/財津和夫・小田和正
  - 木蓮の涙（スターダスト・レビュー）/根本要・小田和正
  - 言葉にできない〜Hero （Mr.Children）/桜井和寿・小田和正

2004年
- - 卒業写真（ハイ・ファイ・セット/荒井由実）/山本潤子・小田和正[注釈 93]

2005年
- - 生まれ来る子供たちのために/小田和正

2006年
- - SAKURA（いきものがかり）/いきものがかり・小田和正
  - グッド・タイム・ミュージック（斎藤哲夫）/斉藤哲夫・小田和正
  - To U（Bank Band）/松たか子

2007年
- - 中央線（THE BOOM）/宮沢和史・小田和正
  - 秋桜（山口百恵/さだまさし）/小田和正
  - woh woh / さだまさし・小田和正
  - たとえば / さだまさし・小田和正
  - JUBILEE（くるり）/くるり・小田和正
  - 恋バス/矢井田瞳・小田和正
  - SOMEDAY （佐野元春）/佐野元春・小田和正（コーラス・矢井田瞳）

2008年
- - おやすみ（松たか子）/松たか子・小田和正・佐橋佳幸

2010年
- - 惑星タイマー（福耳）/スキマスイッチ
  - 冷たい雨（バンバン/ハイファイ・セット/松任谷由実）/山本潤子
  - 長い間 （Kiroro)/玉城千春
  - 500マイル（ブラザーズ・フォア、ピーター・ポール&マリー、HIS（忌野清志郎・坂本冬美・細野晴臣）） / 松たか子
  - 小さな恋のうた（MONGOL800）/キヨサク

2011年
- - 空はまるで（MONKEY MAJIK） / Maynard・Blaise
  - ヒーロー（FUNKY MONKEY BABYS）/ ファンキー加藤・モン吉
  - Good Night（ビートルズ） / 全員

2012年
- - エイリアンズ（キリンジ）/小田和正、JUJU、松たか子
  - たしかなこと/小田和正、絢香
  - 夕陽を追いかけて（チューリップ）/小田和正

2013年
- - 落陽（吉田拓郎）/吉田拓郎・小田和正
  - リンゴ（吉田拓郎）/吉田拓郎・小田和正
  - 今日までそして明日から（吉田拓郎）/吉田拓郎・小田和正
  - 365日（Mr.Children）/桜井和寿・小田和正
  - 緑の丘/小田和正・東北大学混声合唱団

2014年
- - Smile（ナット・キング・コール/マイケル・ジャクソン/ナタリー・コール/エルヴィス・コステロ）/細野晴臣、小田和正、松たか子、JUJU

2015年
- - Bookends（ブックエンドのテーマ）（サイモン&ガーファンクル） / 和田唱・小田和正
  - 366日（HY） / 仲宗根泉・小田和正
  - 恋するフォーチュンクッキー（AKB48） / 和田唱・小田和正
  - Hello, Goodbye（ハロー・グッドバイ）（ビートルズ） / 委員会バンド（スキマスイッチ・水野良樹・根本要・小田和正）
  - Cruel War（悲惨な戦争）（ピーター・ポール&マリー） / JUJU・和田唱・小田和正

2016年
- - 花束を君に（宇多田ヒカル）/宇多田ヒカル・小田和正
  - The Times They Are a-Changin'（時代は変る）（ボブ・ディラン）/全員
  - 君は天然色（大瀧詠一）/委員会バンド

2017年
- - 新しい私になって（熊木杏里）/熊木杏里・小田和正
  - ダニー・ボーイ（Danny Boy） / 全員

2019年
- - 川べりの家（松崎ナオ）/松崎ナオ・小田和正
  - 星屑の帰り道（KAN）/KAN・小田和正

2021年
- - Mela!（緑黄色社会）/長屋晴子

VTR上映後、松は「いろんな曲に出会えたし、JUJUとコーラスをたくさんやらせていただいた。本当に楽しく、小田さんの周りに人が集まってきて、音楽が集まってくるんだなと感じられる日々だから、また（番組が）続くことを信じている」、水野は「ずっと小田さんが実感していたのは、"小田和正の『クリスマスの約束』を、みんなの『クリスマスの約束』にしたいんだ"って、ずっと変わらずおっしゃっていて、でも、今日、映像を見ながら、あの素晴らしい仲間たちと、バンドの皆さん、多分この番組を作り続けてきた制作スタッフの皆さんと、とんでもない数の視聴者の皆さんと、全員がこの場所を愛しているっていうのが、すごく感じられたので、僕は、小田さんが願ってた、この番組が"小田和正の『クリスマスの約束』"じゃなくて、"みんなの『クリスマスの約束』"に今日もなってるし、これまでもなってたと思う」とコメント。これに対して小田は「映像を見て、当たり前のことだけども、手抜きがないなっていう、誇れるところがたくさんあって頑張ってきてよかったなって幸せに思っている」と返した。
- TODAY （ニュー・クリスティ・ミンストレルズ） / 全員

演奏前に「番組では過去にコーラス曲をたくさん取り上げてきました。今日は『TODAY』という曲をやりますが、これは僕ら（オフコース）がアマチュアバンドだった頃、よく横浜で毎年夏休みにコンサートをやったりしていたけど、その時にみんなで歌っていた曲です」とコメント。番組では2010年、2015年に次いで3度目の演奏となった。
- この日のこと/全員

演奏前、前述の事情で収録に参加できなかったスキマスイッチが、「リハーサルだけでも参加したい」ということを承け、リハーサル後の集合写真が会場内のビジョンに映し出された。その光景を見た小田は「その辺（ビジョン）から出てこないかなあ」と言うと会場から笑いが起きた。演奏は客席との合唱となり、番組としての締めくくりを飾った。
この曲のみ、スキマスイッチがコーラスの事前収録で参加した。
- 君住む街へ/小田和正

エンディングで一部のみ。
すべてを終えて
最終回の収録後に行われたインタビューで服部は「打ち上げ会場に向かう廊下で、小田さんから握手を求められた。その瞬間、様々なことが胸を過り、この番組に関わらせていただいて、小田さんとの出会いが僕の人生の大きな転機となった。『クリスマスの約束』は音楽番組というよりそれ以上の存在だった。アーティスト同士の交流の場であり、日本の音楽シーンの美しい部分を映し出す鏡でもあった。24年間の歴史を通じて、多くの感動と音楽の素晴らしさを伝えることができたと思う。その最後の章を飾れたことを制作者として誇りに思う。今まで綻びそうになることも多々あったが“絶対に終わらせない”という決意で続けてくることができた。求められ続けた番組だったからこそ、最後までやり遂げられたのだと思う」と述べている。

## 反響
最終回放送後の2025年1月18日付のTBS NEWS DIGの「視聴者の声」という記事で番組の終了を惜しむ声がTBSの視聴者センターに多く寄せられていることを取り上げた。それによると、前述の放送の有無に関する問い合わせが多かったこと、放送決定の際には感謝のメッセージが多数寄せられたという。
しかし、最終回の収録を受けて最後の放送だということが伝わると「毎年楽しみにして来た番組なので放送がない年は物足りなく感じていた。今回で終了は残念なので映像化を希望したい。売り上げを戦争や争いで寂しい思いをしている子どもたちへ贈ることはできないだろうか」、「プロのミュージシャンが1つになった、壮大なメドレーを見ていて最初から最後まで涙が止まらなかった。不安定な日々を過ごしていたが、この番組を見て気持ちがスッキリし、泣いたあとはとても晴れやかな気持ちになった」、「この歌番組を制作企画してくださり、感謝でいっぱい。若手からベテランまで、幅広く小田さんがつなげていったこのつながりは、本当にすごい。音楽が大きな柱となって、こんなにも壮大な音を作り、人の心を動かし、言葉にできないってこういうことなんだと改めて感じさせていただいた。最高なハーモニーをありがとう。感動した」といった要望や感想があったという。

## 演奏
- 木村万作 - ドラムス （2001年- 2017年、2019年、2021年、2024年 ）
- 渡辺建 - ベース （2001年、2003年）
- 山内薫 - ベース （2002年、2006年）
- 有賀啓雄 - ベース （2005年、2007年- 2017年、2019年、2021年）
- 吉池千秋 - ベース （2024年）
- 稲葉政裕 - ギター （2001年 - 2017年、2019年、2021年、2024年）、ベース（2004年）
- 佐橋佳幸 - ギター （2004年、2009年）、ベース（2004年）
- 古澤衛 - ギター （2011年）
- 栗尾直樹 - キーボード （2001年- 2017年、2019年、2021年、2024年） 、ストリングスアレンジ（2010年 - 2017年）
- 斎藤有太 - キーボード、ピアノ （2009年）
- 片山敦夫 - キーボード（2011年）[76]
- 園山光博 - サックス、パーカッション （2001年 - 2003年、2005年 - 2008年、2012年）
- 山本拓夫 - サックス（2012年）
- 竹村直哉 - サックス（2015年）
- 西村浩二 - トランペット（2012年）
- 岡崎好朗 - トランペット（2013年）
- 小林太 - トランペット（2016年）
- 村田陽一 - トロンボーン（2012年）
- 藤井珠緒 - パーカッション （2009年、2011年）
- 金原千恵子ストリングス - ストリングス （2002年、2003年、2006年- 2017年、2019年、2021年、2024年）
  - 金原千恵子（1stバイオリン）
  - 藤家泉子（2ndバイオリン）
  - 岩戸有紀子（2ndバイオリン）
  - 桐山なぎさ（2ndバイオリン<2021年>）
  - 吉田翔平（ビオラ、1stバイオリン<2021年>）
  - 徳高真奈美（ビオラ）
  - 真鍋裕（ビオラ）
  - 堀沢真己（チェロ）
- 聖光学院弦楽オーケストラ部 - ストリングス （2007年）
- 常田真太郎（スキマスイッチ） - ストリングスアレンジ（2010年- ）
- 笹路正徳 - ストリングスアレンジ（2015年）
- KAN - ストリングスアレンジ（2019年）
- 木下智明 - コーラス （2001年 - 2003年、2005年 - 2010年、2012年） ※マネジメントスタッフ兼任、スタッフロールではKINOと表記
- 加藤いづみ - コーラス （2001年、2002年）
- 西司 - コーラス （2001年）

### 少年少女合唱団
- フレーベル少年合唱団 - コーラス （2004年、2005年）
- すずかけ児童合唱団 - コーラス （2004年、2005年）

### 男声合唱団
- 早稲田大学グリークラブ - コーラス （2007年）

### 混声合唱団
- 東北大学混声合唱団 - コーラス（2013年）

## スタッフ
2024年
- ナレーター：小田和正
- アーティスト・マネジメント：吉田雅道、船越達也、望月英樹、串田俊哉、横尾隆
- TM：中村全希、河野志朗
- PM：中村昌昭
- TP：中川清志
- TD：木口泰志
- SW：遠藤貴史
- VE：間瀬拓之
- VTR：古川久美子
- カメラ：田代和也
- クレーン：野坂和恵
- ENG：清水博司、西浦清（2001年 - ）
- 音声：相馬敦
- AUDIO／MIX：三上義英（2001年 - ）、小島聖平、瀧野悠仁
- MTR：小林琴音
- PA：小暮倫見、木村史郎（2001年 - ）、菊池浩、示野佑里恵、小松崎博、楢島陽一郎、山田博久、栗原優香、伊藤鈴佳
- 照明：松本修一（2001年 - ）、清水朝彦
- 美術デザイナー：山口智広、柳瀬夏海
- 美術ディレクター・美術プロデューサー：小栗綾介
- 装置：石原隆
- 装飾：深山健太郎
- 電飾：西田正和
- 楽器：田中進、下光智樹（下光→2001年 - ）、徳増光彦、小出逸斗、玉乃井洋平
- ヘアメイク：林崎真理子
- プロンプター：尾崎至晃、稲葉真奈津
- 公開放送：松元裕二、大島駿
- タイトル：サンエム・デザイン・オフィス
- オープニングCG：堀内宏城
- 編集：浦辺啓（2001年 - ）、磯辺宏章、望月雅基
- MA：池亀淳一（2001年 - ）
- 音響効果：伊藤誠（2001年 - ）、加藤博紀
- TK：長谷川道子
- 準備：小林正和
- 構成：恒川省三
- 制作補：川上共子、播田ナオミ、矢島悦子
- アシスタントプロデューサー：久松理絵、清宮嘉浩、白山真穂
- 演出補：塩田綾子、和田もも子、大屋琴美
- ディレクター：渡辺直道（2014年、2024年）
- 舞台監督：長橋達雄、上川内桂子、永岡宏紹（2001年 - ）
- ライブ演出→演出：柴田猛司（2009年 - ）
- プロデューサー：阿部龍二郎（2001年 - 2015年、2017年、2024年）、服部英司（2001年 - 2017年、2019年、2021年、2024年）
- 技術協力：TBS ACT、音屋、Birdie House、SEPT・1、RISING、Do-UP
- ピアノ協力：YAMAHA
- 会場協力:KT Zepp Yokohama
- 制作協力：ファー・イースト・クラブ、ワーナーミュージック・ジャパン、ソニー・ミュージックレーベルズ、Rhapsody、MOAI、トリニティー・アーティスト、CSMUSIC、フェイス・ミュージック、レオミュージック[注釈 98]、サンフォニックス、same moon、BREAK THROUGH、マナサス、キューシート、モーリス、テイパーズ
- 製作著作：TBS[注釈 99]

### 過去
- ナレーター：斉藤由貴（2001年 - 2016年）、財津和夫（2017年）、松たか子（2019年、2021年）
- 演出：中鉢功（2001年 - 2008年）
- 舞台監督︰早川康弘（2009年- ）（2001年 - 2008年）→演出（2009年 - ）：柴田猛司
- アテンド：長内信博（2001年）、西巻めぐみ（2001年）
- ディレクター：大木真太郎（2001年）、柴田猛司（2009年- ）、渡辺三智夫、伊藤雄介、成田雅仁
- 演出補：前澤位江
- コーディネーション：小田桐克典、渡辺雅史
- TD：河野志朗（2001年）
- VE：関正一（2001年）
- チーフ・カメラマン（2001年 - 2003年）→VE：中野剛一郎
- カメラ：坂口司
- 音声：久代圭司（2001年）
- 録音（2001年）→MTR：伊藤功史
- PA：宮坂修（2001年）
- 美術プロデューサー：中嶋(島)美津夫（2001年 - ）
- 美術制作：佐藤隆男（2001年 - ）
- 大道具：淵脇臣吉（2001年 - ）
- 電飾：斉藤幹也（2001年 - ）
- 特殊効果：テルミック（2001年）
- メイク：アートメイク・トキ（2001年）
- スタイリスト：丸山徹（2001年）
- 楽器：高井啓光（2001年 - ）
- 日本語訳詞：江川康司
- オープニングCG：オムニバス・ジャパン（2001年 - ）
- 編集：沢川淳
- 公開放送：廣中信行
- 技術協力：エヌ・エス・ティー、東通、TAMCO、ティ・エル・シー、赤坂ビデオセンター（2001年 - 2011年）→TBSテックス（2012年 - 2019年）、ダブルビジョン（2001年 - ）、エヌケイ特機、サウンズアート
- 美術協力：シミズオクト、コマデン、サンフォニックス
- 写真提供：ゲッティ、アフロ
- 映像提供：PIXTA
- 会場協力：東京ベイNKホール （2001年-2003年）、文化村スタジオ（2001年- ）
- 制作協力：BMG JAPAN（2001年 - 2008年）、アリオラジャパン（2010年）、キョードー東京（2005年）、TBSビジョン→TBSスパークル（2017年、2019年）、オフィスオーガスタ（2009年 - 2017年、2019年、2021年）

## DVD化
2001年から3年間の放送分につき、未公開映像を含めた完全版DVD-BOXが2004年11月に発売予定と一旦発表されたが、一部の楽曲に使用許可が下りなかったことから中止となった。その後もDVD化を希望する声は絶えないが、ファンクラブ会員限定販売DVD『LIFE-SIZE KAZUMASA ODA』にその年のダイジェスト版が収録されている（番組が始まった2001年から）。なお、2004年放送の『風のようにうたが流れていた』は楽曲使用許可をクリアしているため、4枚組DVD-BOXとして2005年5月25日に発売されている。

## 動画配信
2018年12月1日より2001年、2002年、2003年の3作品が動画配信サービスParaviにて独占配信がされた。さらに2019年の作品が放送後の同年12月26日から配信開始した。2020年12月24日からは2016年と2017年の放送分を配信。2021年12月3日からは2012年と2013年の放送分を配信したほか、2021年分が放送後の同年12月25日から配信開始。最終回となった2024年版が『22'50"特別編集版』とともに同年の12月25日から配信開始。

## 4K版
2018年12月1日にBSデジタル4K放送のBS-TBS 4Kが開局するのに伴い、同年12月には開局記念特番として2016年と2017年の模様を4Kで制作したものを放送する。なお12月15日には2017年版をBS-TBSでも同時放送する（BS-TBSでは従来の2Kハイビジョン制作のものを放送）。

### 日程
- 12月1日 - 『クリスマスの約束2017 4K版』（BS-TBS 4K、21:00 - 22:54）
- 12月2日 - 『クリスマスの約束2016 4K版』（BS-TBS 4K、21:00 - 22:54）
- 12月15日 - 『クリスマスの約束2017』（BS-TBS・BS-TBS 4K、21:00 - 22:54）